# Sóc Sơn (huyện)
Sóc Sơn là một huyện cũ ngoại thành nằm ở phía Bắc thành phố Hà Nội, Việt Nam.
Huyện được đặt tên theo núi Sóc là một ngọn núi quan trọng trong văn hóa người Việt nằm trên địa bàn huyện.

## Vị trí địa lý

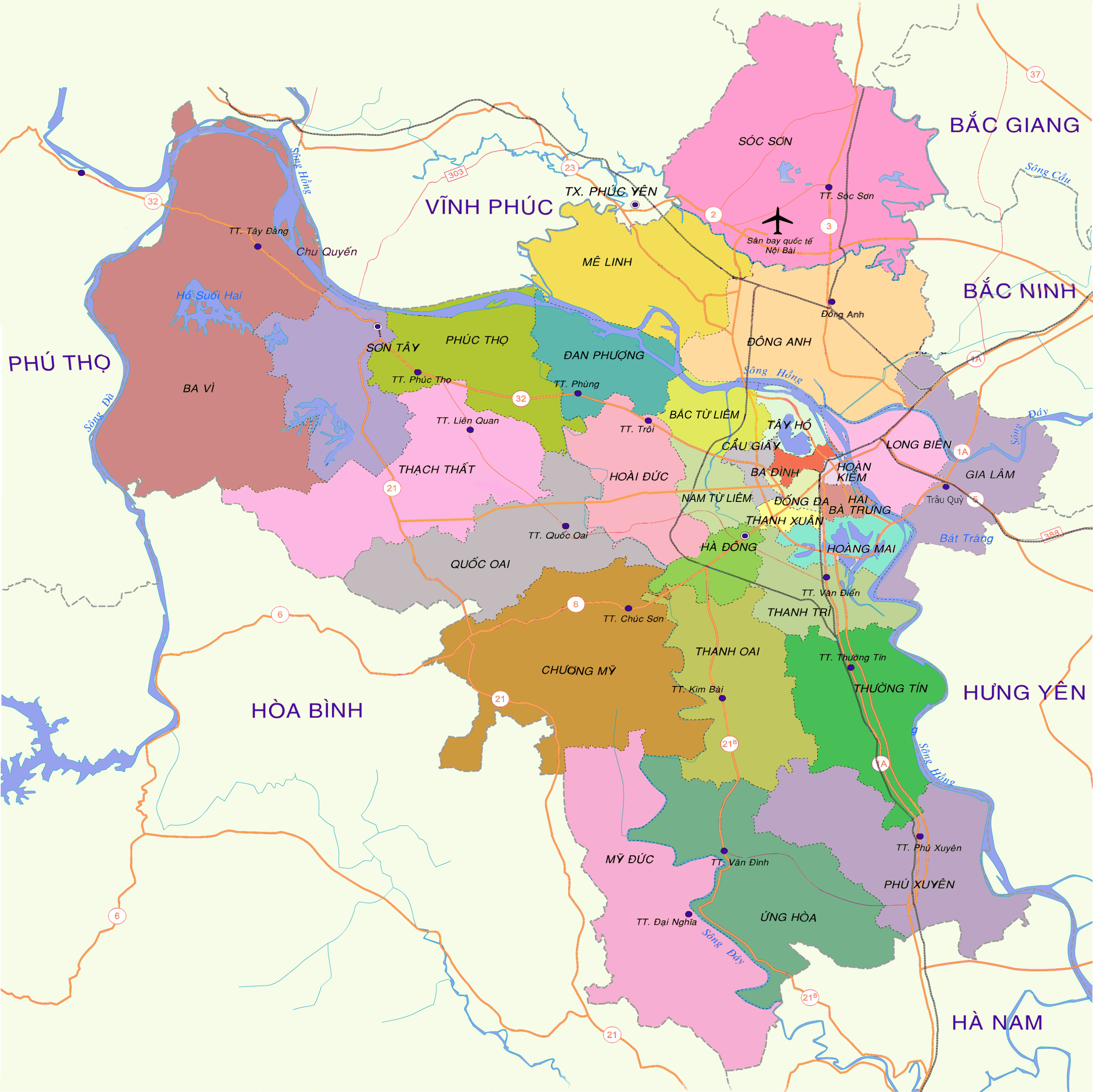
Vị trí huyện Sóc Sơn (màu hồng trên cùng) trên bản đồ Hà Nội

Huyện Sóc Sơn nằm ở phía bắc của thủ đô Hà Nội, cách trung tâm thành phố khoảng 25 km về phía bắc, có địa giới hành chính giáp ranh với nhiều tỉnh lân cận:
- Phía đông giáp huyện Hiệp Hòa, tỉnh Bắc Giang và huyện Yên Phong, tỉnh Bắc Ninh
- Phía tây giáp thành phố Phúc Yên, tỉnh Vĩnh Phúc
- Phía nam giáp huyện Đông Anh và huyện Mê Linh
- Phía bắc giáp thành phố Phổ Yên, tỉnh Thái Nguyên.

Dân số năm 2020 là 357.652 người. 3,2% dân số theo đạo Thiên Chúa.
Địa bàn huyện Sóc Sơn nằm trong khoảng tọa độ từ 21°10'45''B (trên sông Cà Lồ (thuộc thôn Yên Phú, xã Xuân Thu) đến 21°23'10''B ở ngòi nước Cầu Trên (thuộc thôn Đô Lương, xã Bắc Sơn) và từ 105°43'20"Đ trên sông Cà Lồ gần cánh đồng Lò (xã Tân Dân) đến 105°56'15''Đ trên sông Cầu (thuộc thôn Đông Đoài, xã Việt Long).

## Đặc điểm tự nhiên

### Địa hình
Địa hình có tính phân bậc khá rõ nét và thay đổi theo hướng thấp dần từ Tây Bắc xuống Đông Nam, có 3 loại địa hình chính: đồi núi, gò đồi thấp và đồng bằng.

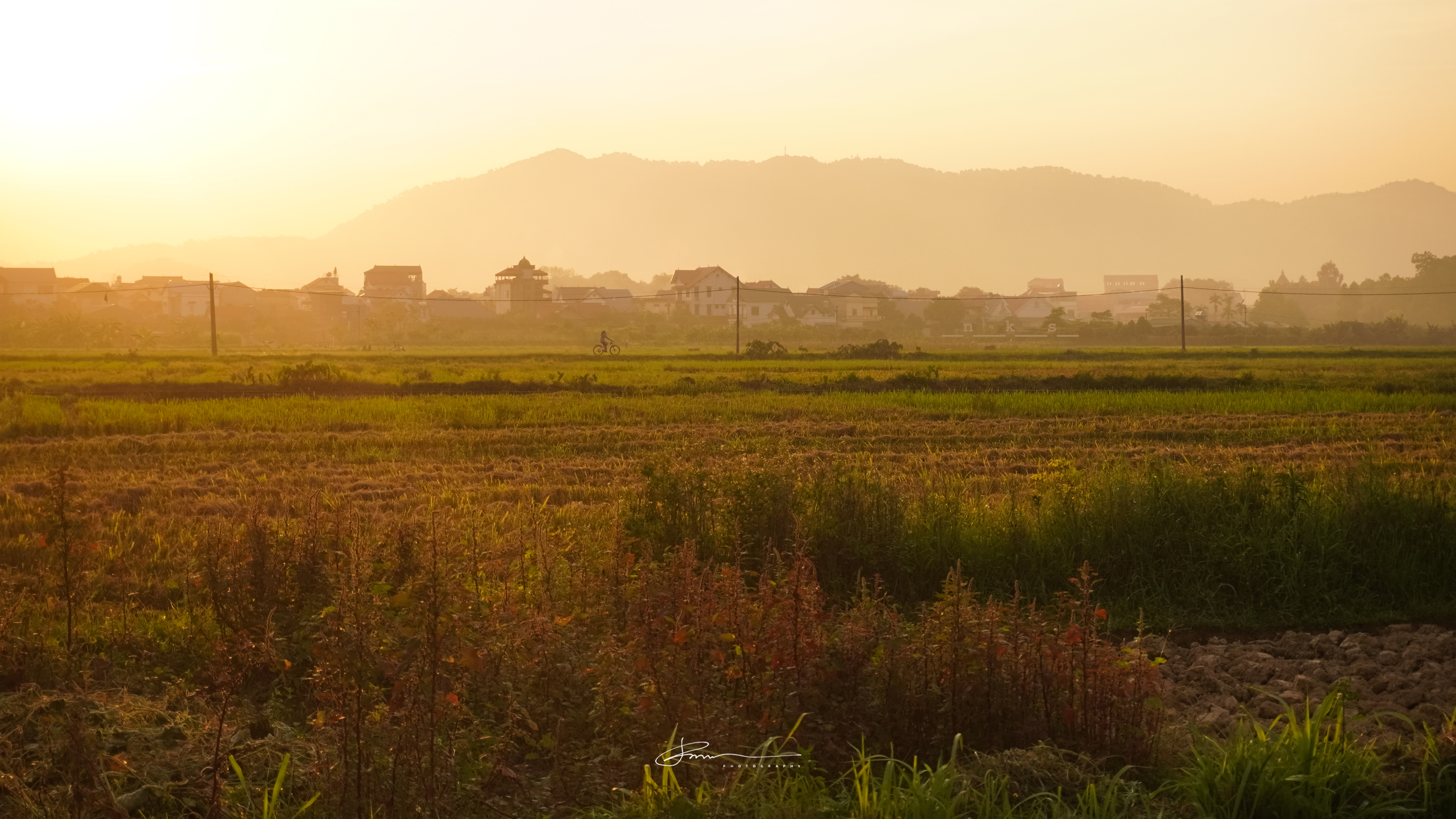
Cánh đồng và núi Sóc

#### Địa hình đồi núi:
Đây là đầu mút phía Đông Nam của dãy Tam Đảo, có độ cao tuyệt đối từ 50–462 m. Vùng này chiếm diện tích khoảng 104km2, phân bố chủ yếu ở các xã phía Bắc và Tây Bắc của huyện. Vùng đồi núi bao gồm 2 ngọn núi chính là núi Sóc và núi Hàm Lợn. Điểm cao nhất của huyện là đỉnh Hàm Lợn nằm trên núi Hàm Lợn, có độ cao tuyệt đối là 462 m; đây từng là điểm cao nhất của thành phố Hà Nội trước khi sáp nhập tỉnh Hà Tây (điểm cao nhất thành phố hiện nay là đỉnh Ba Vì).

#### Địa hình gò đồi thấp:
Có độ cao tuyệt đối từ 20 - 50m. Đây là vùng chuyển tiếp từ địa hình đồi núi sang địa hình đồng bằng nên phát triển mở rộng về các xã phía Bắc và Tây Bắc huyện. Đây là dạng địa hình chủ yếu, chiếm 86,2%tổng số vùng với diện tích khoảng 264,203km2.

#### Vùng đồng bằng:
Vùng này có độ cao tuyệt đối từ 6-20m. Đồng bằng phẳng, có xu hướng thấp dần về phía Nam, phân bố chủ yếu ở các xã ven sông Cầu và sông Cà Lồ.

### Thủy văn
Bề mặt của Sóc Sơn được bao phủ bởi 3 con sông. Sông Công ở phía Bắc, sông Cà Lồ ở phía Nam và sông Cầu ở phía Đông Bắc. Các con sông tạo nên phần lớn ranh giới tự nhiên của huyện. Ngoài ra còn có các hệ thống ngòi lớn như ngòi Kim Anh và ngòi Lương Châu đều là các chi lưu cũ của sông Cà Lồ hiện đã bị chặn dòng.
Trên địa bàn huyện có nhiều hồ, hồ thủy lợi và đầm nhỏ, trong đó hồ Đồng Quan là hồ lớn nhất của huyện.

#### Sông Cà Lồ
Sông Cà Lồ hay cò được gọi là sông Bình Lỗ, là phụ lưu cấp I, thứ lưu 24 của sông Cầu, bắt nguồn từ phía Tây Nam dãy Tam Đảo ở độ cao 1268m, chảy theo hướng Đông Nam và nhập vào sông Cầu tại Ngã Ba Xà, thuộc thôn Lương Phúc (Việt Long, Sóc Sơn). Tổng diện tích lưu vực là 881 km2. Chiều dài dòng chính của sông là 89 km, đoạn chảy qua Sóc Sơn có chiều dài 28 km, tạo thành ranh giới tự nhiên giữa Sóc Sơn với huyện Đông Anh, Mê Linh (Hà Nội) và huyện Yên Phúc (Bắc Ninh).

#### Sông Cầu
Sông Cầu (còn gọi là sông Như Nguyệt, sông Thị Cầu, sông Nguyệt Đức hay mỹ danh dòng sông quan họ), là con sông quan trọng nhất trong hệ thống sông Thái Bình, sông nằm lọt trong vùng Đông Bắc Việt Nam .
Lưu vực sông Cầu là một trong năm con sông dài nhất ở miền Bắc Việt Nam (Hồng, Đà, Lô, Cầu, Đáy) và cũng là một trong những lưu vực sông lớn ở Việt Nam, có vị trí địa lý đặc biệt, đa dạng và phong phú về tài nguyên cũng như về lịch sử phát triển kinh tế - xã hội của các tỉnh nằm trong lưu vực của nó.

#### Sông Công
Sông Công dài 96 km, bắt nguồn từ vùng Đèo Khế, tỉnh Thái Nguyên, chảy theo hướng Tây Bắc-Đông Nam. Sau khi ra khỏi hồ Núi Cốc ở phía Tây thành phố Thái Nguyên, nó chia thành hai nhánh. Nhánh chính chảy qua trung tâm thành phố Sông Công, qua thành phố Phổ Yên để hội lưu với sông Cầu từ bên phải tại ranh giới ba xã, phường Thuận Thành (thành phố Phổ Yên), Trung Giã (huyện Sóc Sơn, Hà Nội) và Hợp Thịnh (huyện Hiệp Hòa tỉnh Bắc Giang). Nhánh phụ nhỏ hơn chảy qua phía Bắc thành phố Sông Công, huyện Phú Bình rồi chảy vào thành phố Phổ Yên để nối với sông Cầu tại ranh giới ba xã, phường Tân Phú, Thuận Thành (thành phố Phổ Yên), Đại Thành (huyện Hiệp Hòa).

#### Hồ Đồng Quan
Hồ Đồng Quan nằm ở thung lũng phía nam núi Sóc, được bao bọc bởi nhiều đồi núi thấp có độ cao trung bình từ 50 m đến 300 m. Đập Đồng Quan bắt đầu được xây dựng vào khoảng những năm 60 của thế kỷ 20, cung cấp nước phục vụ thủy lợi cho vùng trung tâm của huyện Sóc Sơn. Đập chính của hồ nằm ở phía nam, dài khoảng 750 m theo chiều Đông-Tây, là một phần của đường nối giữa tỉnh lộ 131 và tỉnh lộ 35.

## Lịch sử
Huyện Sóc Sơn được thành lập vào ngày 5 tháng 7 năm 1977 trên cơ sở hợp nhất hai huyện Đa Phúc và Kim Anh (riêng thị trấn Xuân Hòa và 6 xã: Cao Minh, Kim Hoa, Nam Viêm, Ngọc Thanh, Phúc Thắng, Quang Minh của huyện Kim Anh sáp nhập vào huyện Mê Linh). Khi ấy huyện Sóc Sơn thuộc tỉnh Vĩnh Phú gồm 25 xã: Bắc Phú, Bắc Sơn, Đông Xuân, Đức Hòa, Hiền Ninh, Hồng Kỳ, Kim Lũ, Mai Đình, Minh Phú, Minh Trí, Nam Sơn, Phú Cường, Phù Linh, Phù Lỗ, Phú Minh, Quang Tiến, Tân Dân, Tân Hưng, Tân Minh, Thanh Xuân, Tiên Dược, Trung Giã, Việt Long, Xuân Giang, Xuân Thu.
Ngày 27 tháng 12 năm 1978, huyện Sóc Sơn sáp nhập vào thành phố Hà Nội.
Ngày 3 tháng 3 năm 1987, thành lập thị trấn Sóc Sơn, gồm 54 ha diện tích tự nhiên với 335 người của xã Phù Linh và 26 ha diện tích tự nhiên với 284 người của xã Tiên Dược.
Ngày 1 tháng 7 năm 2025, sau khi hoàn thành sắp xếp đơn vị hành chính cấp xã, huyện Sóc Sơn chính thức bị giải thể để thực hiện chính quyền địa phương 2 cấp, không tổ chức cấp huyện.
Trong lịch sử phong kiến, vùng đất Sóc Sơn ngày nay xưa là khu vực nằm giữa 2 cố đô xưa Phong Châu và Cổ Loa thuộc cương vực Hà Nội thời tiền Thăng Long, nổi tiếng bởi sự tích Thánh Gióng về trời tại núi Sóc. Sau thời kỳ Bắc thuộc đến thời kỳ các triều đại phong kiến tự chủ Việt Nam, khu vực này 1 phần thuộc trấn, phủ Thái Nguyên. Đến thời Pháp thuộc, vùng đất này lại thuộc tỉnh Phù Lỗ, bao gồm cả Vĩnh Phúc ngày nay.

## Hành chính

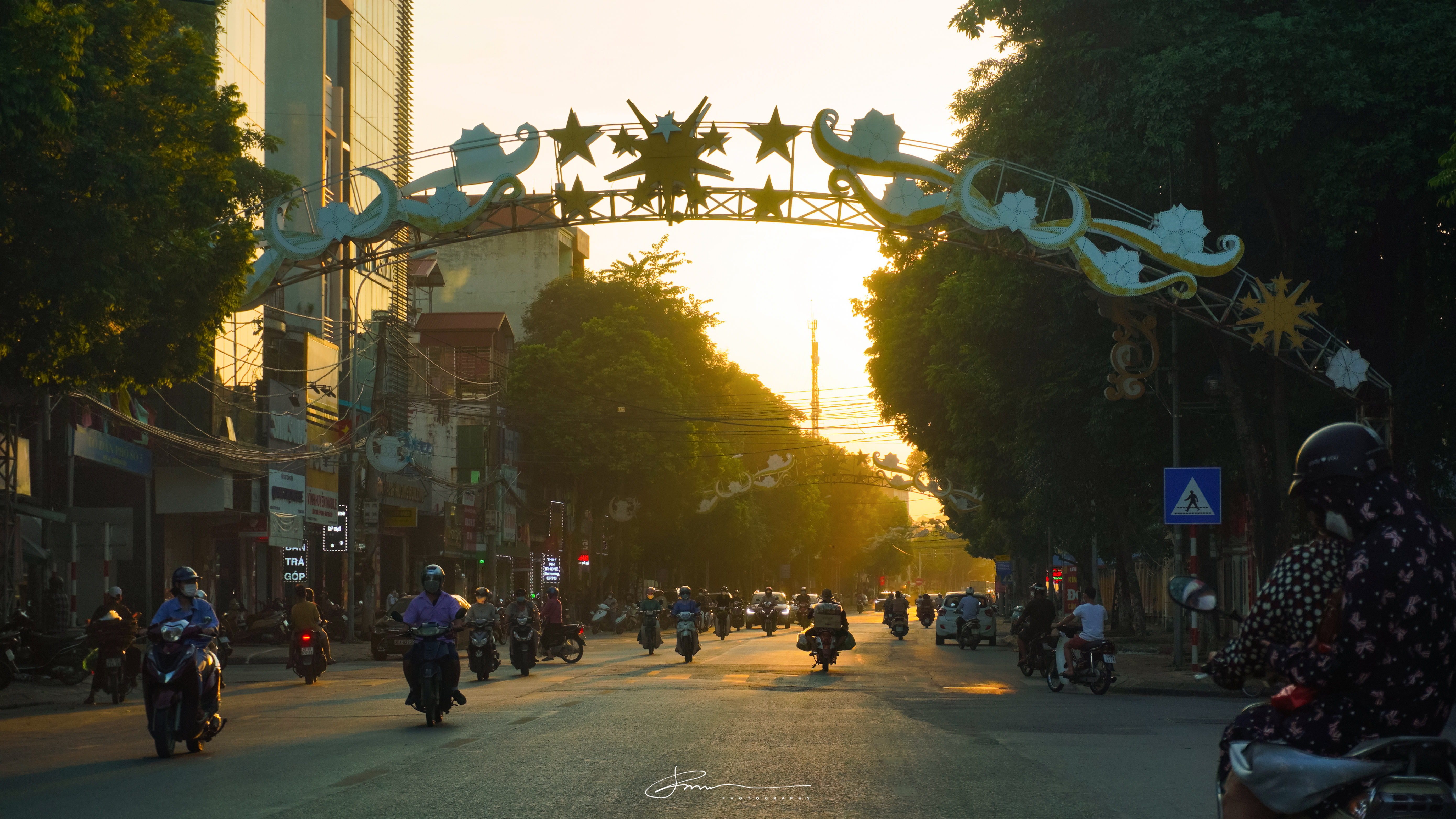
Thị trấn Sóc Sơn

Huyện Sóc Sơn có 26 đơn vị hành chính cấp xã trực thuộc, bao gồm thị trấn Sóc Sơn (huyện lỵ) và 25 xã: Bắc Phú, Bắc Sơn, Đông Xuân, Đức Hòa, Hiền Ninh, Hồng Kỳ, Kim Lũ, Mai Đình, Minh Phú, Minh Trí, Nam Sơn, Phú Cường, Phù Linh, Phù Lỗ, Phú Minh, Quang Tiến, Tân Dân, Tân Hưng, Tân Minh, Thanh Xuân, Tiên Dược, Trung Giã, Việt Long, Xuân Giang, Xuân Thu.

## Đường phố
- Đa Phúc
- Đền Sóc
- Dược Hạ
- Khuông Việt
- Lưu Nhân Chú
- Ngô Chi Lan
- Nội Bài
- Núi Đôi
- Thân Nhân Trung
- Trần Thị Bắc
- Võ Nguyên Giáp
- Võ Văn Kiệt

## Giao thông

### Đường bộ

#### Mang lưới giao thông do trung ương quản lý
-Quốc lộ 2: dài 300 km, chạy qua địa bàn năm tỉnh và thành phố: Hà Nội, Vĩnh Phúc, Phú Thọ, Tuyên Quang và Hà Giang. Chiều dài toàn tuyến là 300 km.
- Điểm đầu tại ngã ba Phù Lỗ (giao với quốc lộ 3 tại km 18).
- Điểm cuối tại cửa khẩu Thanh Thủy, huyện Vị Xuyên, tỉnh Hà Giang.

-Quốc lộ 3: dài 366 km, chạy theo hướng Nam - Bắc, bắt đầu từ đầu Bắc cầu Đuống (Hà Nội) đi qua các tỉnh: Hà Nội, Thái Nguyên, Bắc Kạn, Cao Bằng và kết thúc tại thị trấn Tà Lùng, Quảng Hòa, Cao Bằng.
Quốc lộ 3 (QL.3) bắt đầu từ phía Bắc cầu Đuống (Yên Viên - Hà Nội), qua Phù Lỗ (Sóc Sơn), qua các tỉnh: Thái Nguyên, Bắc Kạn, Cao Bằng, đến cửa khẩu Tà Lùng biên giới Việt Trung. Tổng chiều dài 350,44 km và có 84 cầu.
-Quốc lộ 18: Đoạn từ Nội Bài đến thành phố Bắc Ninh dài 31 km, có 4 làn xe (mỗi chiều hai làn một làn cho xe tải và xe khách riêng, một cho xe con và xe du lịch riêng). Đoạn này trùng với đường cao tốc Nội Bài – Bắc Ninh – Hạ Long.
-Đường Võ Văn Kiệt: Dài 15 km, đoạn qua Sóc Sơn dài 5 km. Chậy thẳng từ TTTP Hà Nội đến sân bay quốc tế Nội Bài.
-Đường vành đai 4 từ cầu qua sông Cà Lồ giáp ranh với huyện Mê Linh xuyên qua quốc lộ 2 đến đường cao tốc Nội Bài - Lào Cai.
-Đường cao tốc Hà Nội – Thái Nguyên – Bắc Kạn – Cao Bằng: (ký hiệu toàn tuyến là CT.07), tên chính thức trên các văn bản của cơ quan nhà nước là Quốc lộ 3 mới, là một trong 6 tuyến cao tốc đang xây dựng theo quy hoạch tại miền Bắc Việt Nam. Tuyến đường được thủ tướng Nguyễn Tấn Dũng khởi công vào ngày 24 tháng 11 năm 2009.. Tuyến đường đi qua địa bàn ba tỉnh thành là Hà Nội, Thái Nguyên và một đoạn ngắn trên địa bàn tỉnh Bắc Ninh. Đường cao tốc Hà Nội – Thái Nguyên có mặt đường rộng 34,5m và dài 70 km. Tuyến có quy mô 4 làn xe, tốc độ thiết kế 100 km/h. Tổng mức đầu tư dự án (đoạn Hà Nội - Thái Nguyên) là 10000 tỷ đồng.Tháng 1 năm 2014, QL3 mới đã được Bộ GTVT thông xe.
Điểm đầu của tuyến cao tốc này là km 152+400 Quốc lộ 1 mới thuộc địa phận xã Ninh Hiệp (Gia Lâm, Hà Nội). Điểm cuối là đường tròn Tân Long, Phú Lương, Thái Nguyên. Đi qua Sóc Sơn (Hà Nội) ở địa bàn các xã Việt Long, Bắc Phú, Tân Minh, Tân Hưng, Trung Giã.
-Đường cao tốc Nội Bài – Lào Cai: (ký hiệu toàn tuyến là CT.05) dài 264 km có điểm đầu là nút giao thông giữa quốc lộ 2 và đường cao tốc Bắc Thăng Long - Nội Bài (Hà Nội) và điểm cuối là xã Quang Kim (huyện Bát Xát, tỉnh Lào Cai). Đường cao tốc này là một phần của đường Xuyên Á AH14.
Phần lớn đường cao tốc sẽ đi ven theo bờ sông Hồng. Tuyến này đi qua địa bàn 5 tỉnh, thành phố là Hà Nội, Vĩnh Phúc, Phú Thọ, Yên Bái và Lào Cai, nối với đường cao tốc Côn Minh - Hà Khẩu của Trung Quốc và là một hợp phần trong dự án phát triển cơ sở hạ tầng giao thông của Hành lang kinh tế Côn Minh - Hà Nội - Hải Phòng. Điểm đầu tại nút giao thông quốc lộ 18A với quốc lộ 2 tại xã Thanh Xuân, huyện Sóc Sơn, thành phố Hà Nội; đi qua địa bàn các xã: Thanh Xuân, Tân Dân (huyện Sóc Sơn).

#### Mạng lưới giao thông do thành phố quản lý
Đường số 35
Đường số 16
Đường số 131
Đường số 14

#### Giao thông công cộng
Xe buýt:
- 07: Cầu Giấy - Sân bay Nội Bài đi qua cao tốc Thăng Long - Nội Bài.
- 15: Bến xe Gia Lâm - Phố Nỉ (TTTM Bình An) đi qua quốc lộ 3.
- 17: Long Biên - Sân bay Nội Bài đi qua quốc lộ 3, quốc lộ 2, đường Võ Nguyên Giáp.
- 56A: Mỹ Đình - Núi Đôi đi qua cao tốc Thăng Long - Nội Bài, quốc lộ 2, đường tỉnh lộ 131, KCN Nội Bài, thị trấn Sóc Sơn, Núi Đôi.
- 56B: Học viện Phật giáo Việt Nam - Xuân Giang - Bắc Phú - Học viện Phật giáo Việt Nam đi qua tỉnh lộ 131, tỉnh lộ 296.
- 58: Yên Phụ - Thạch Đà (Mê Linh) đi cao tốc Thăng Long - Nội Bài, quốc lộ 2
- 64: Bến xe Mỹ Đình - Phố Nỉ (TTTM Bình An) đi qua KCN Bắc Thăng Long, cao tốc Thăng Long - Nội Bài, quốc lộ 2, tỉnh lộ 35, quốc     lộ 3.
- 68: Hà Đông - Sân bay Nội Bài đi qua đường Võ Nguyên Giáp, cầu Nhật Tân.
- 86: Ga Hà Nội - Sân bay Nội Bài đi qua đường Võ Nguyên Giáp, cầu Nhật Tân.
- 90: Hào Nam - Sân bay Nội Bài đi qua đường Võ Nguyên Giáp, cầu Nhật Tân.
- 93: Nam Thăng Long - Bắc Sơn đi qua cao tốc Thăng Long - Nội Bài, quốc lộ 2.
- 95: Nam Thăng Long - Xuân Hòa đi qua cao tốc Thăng Long - Nội Bài, quốc lộ 2.
- 109: Bến xe Mỹ Đình - Sân bay Nội Bài đi qua cao tốc Thăng Long - Nội Bài
- 160: Kim Lũ - Nam Thăng Long đi qua đê Lương Phúc, tỉnh lộ 16, quốc lộ 3.
- Vinbus E10: Vinhomes Ocean Park - Sân bay Nội Bài đi qua đường Võ Nguyên Giáp, đường Võ Văn Kiệt.

### Đường hàng không

#### Cảng hàng không quốc tế Nội Bài

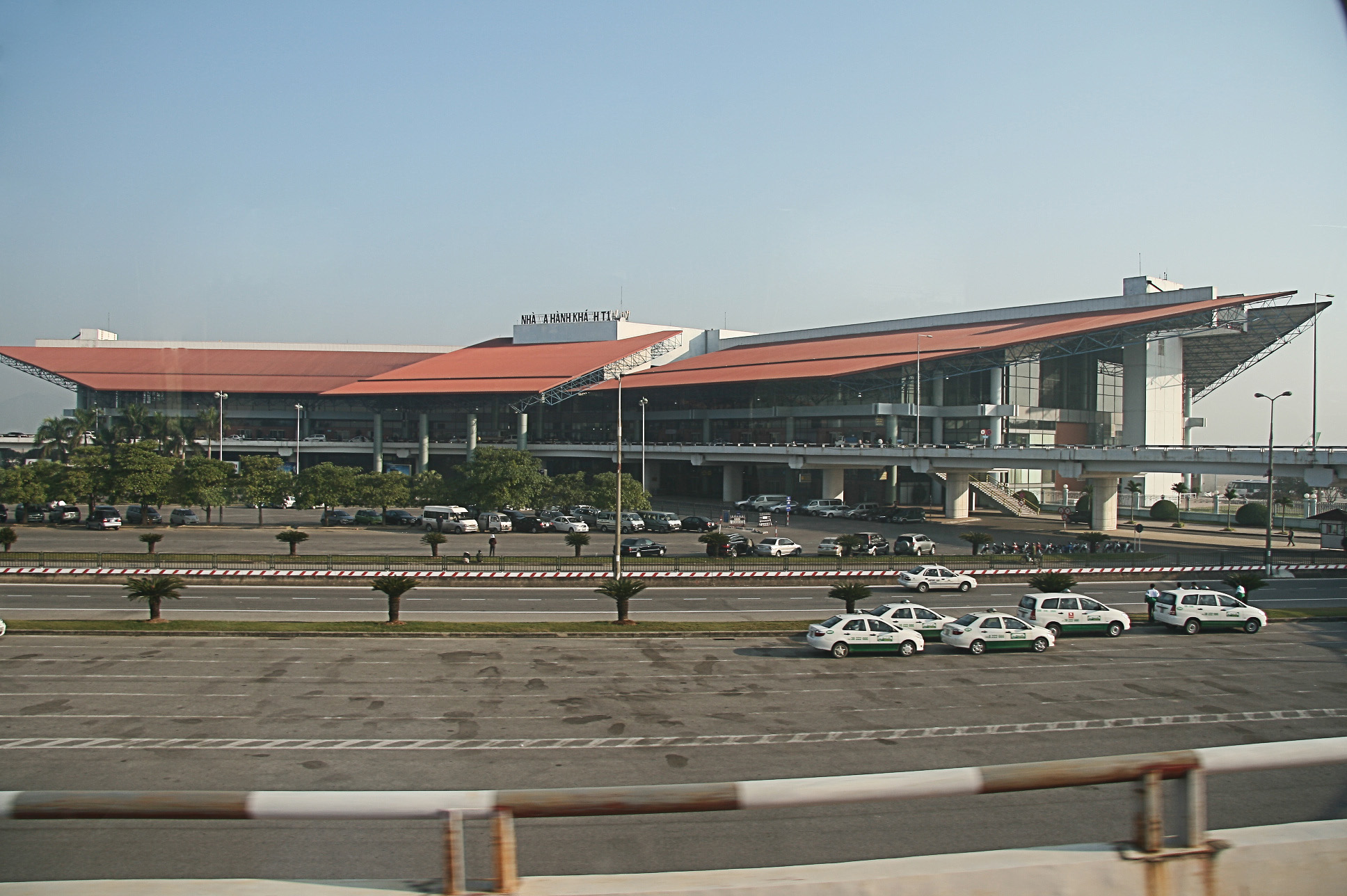
Nhà ga T1 sân bay quốc tế Nội Bài

Cảng hàng không quốc tế Nội Bài: (IATA: HAN, ICAO: VVNB), tên giao dịch chính thức: Cảng hàng không quốc tế Nội Bài, tiếng Anh: Noi Bai International Airport (NIA) là cảng hàng không quốc tế lớn nhất của miền Bắc Việt Nam, phục vụ chính cho Thủ đô Hà Nội và vùng lân cận, thay thế cho sân bay Gia Lâm cũ. Sân bay Nội Bài là trung tâm hoạt động chính cho Vietnam Airlines, VietJet Air, Pacific Airlines, Bamboo Airways và trước kia có Indochina Airlines, Air Mekong.
Sân bay quốc tế Nội Bài thuộc huyện Sóc Sơn, cách trung tâm thủ đô Hà Nội 35 km theo tuyến đường bộ về phía Tây Bắc. Khoảng cách này đã được rút ngắn còn 27 km khi cầu Nhật Tân và tuyến đường nối đầu cầu này với Nội Bài được hoàn thành trong năm 2015, ngoài ra còn có thể đi theo quốc lộ 3 dẫn từ cầu Chương Dương đến ngã 3 giao cắt với quốc lộ 2 để vào sân bay.

### Đường sắt
Tuyến đường sắt Hà Nội - Quán Triều đi qua phía Đông của huyện Sóc Sơn với chiều dài 16 km. Tuyến hiện tại đang khai thác chỉ sử dụng một đôi tàu một ngày đi từ ga Long Biên (Hà Nội) đến ga Quán Triều (Thái Nguyên) và ngược lại. Trên đoạn này có hai nhà ga nhỏ là ga Đa Phúc và ga Trung Giã. Quy mô mỗi ga chỉ 50 - 60 khách/ngày.
Các dự án đường sắt đô thị Hà Nội đi qua địa bàn huyện (dự kiến) là các tuyến số 2 (Nội Bài - Thượng Đình), tuyến số 6 (Nội Bài - Ngọc Hồi).

### Đường sông
Huyện Sóc Sơn có các tuyến đường sông dọc theo sông Cầu, sông Công và sông Cà Lồ. Việc khai thác vận chuyển còn nhỏ bé. Các bến bãi ở dạng tự nhiên. Hàng hóa vận tải chủ yếu là than, vật liệu xây dựng, hàng tiêu dùng và lâm thổ sản. Tổng chiều dài các tuyến sông chính là 90 km với 4 bến chính: bến Trung Giã, bến Việt Long, bến Cốc, bến Đông Bắc. Các bến đều chưa có hệ thống cầu cảng, chỉ có bến Trung Giã có kho bãi ngoài trời (khoảng 2000 tấn) và phục vụ thuyền trọng tải nhỏ dưới 100 tấn.

## Du lịch

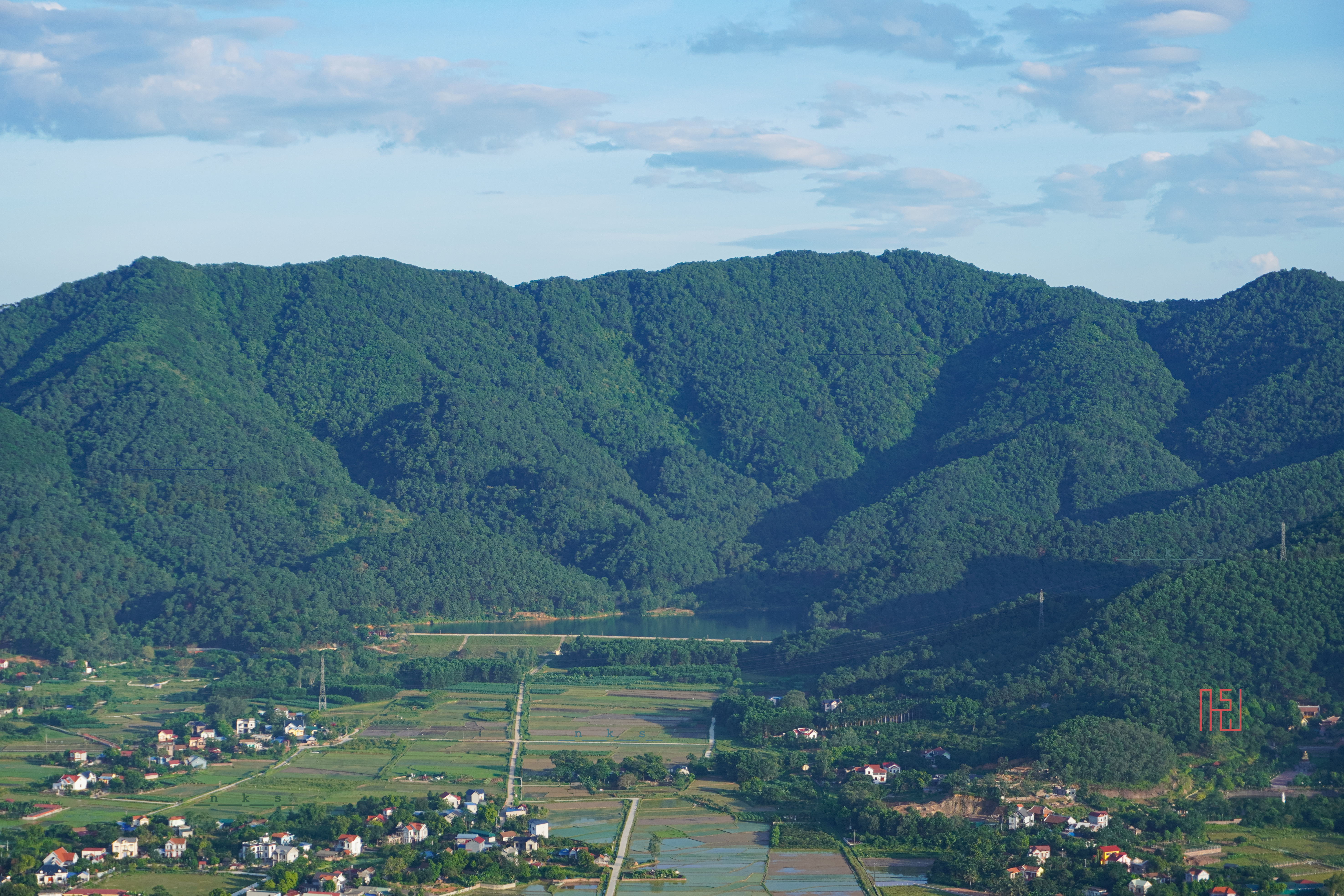
Núi Hàm Lợn và hồ Hàm Lợn

Huyện Sóc Sơn là địa điểm dã ngoại phổ biến với giới trẻ và nhiều gia đình ở Hà Nội với phong cảnh đẹp, không khí trong lành và gần trung tâm.
- Núi Hàm Lợn: Đỉnh Hàm Lợn (462m) là đỉnh núi cao nhất của huyện Sóc Sơn và của thành phố Hà Nội cũ (trước khi sáp nhập tỉnh Hà Tây), nằm trên ngọn núi cùng tên thuộc địa phận huyện Sóc Sơn - Hà Nội, cách trung tâm thành phố Hà Nội khoảng 40 km theo hướng đường cao tốc Nội Bài. Trên đỉnh núi có cột mốc "Nóc nhà thủ đô", dưới chân núi là nhiều hồ nước trong xanh, sạch (hồ Đồng Đò, hồ Hàm Lợn, hồ Hoa Sơn,...), thích hợp để các phượt thủ hoặc các nhóm dã ngoại cắm trại qua đêm. Trong vài năm trở lại đây, núi Hàm Lợn đã trở thành một địa điểm du lịch khá nổi tiếng.

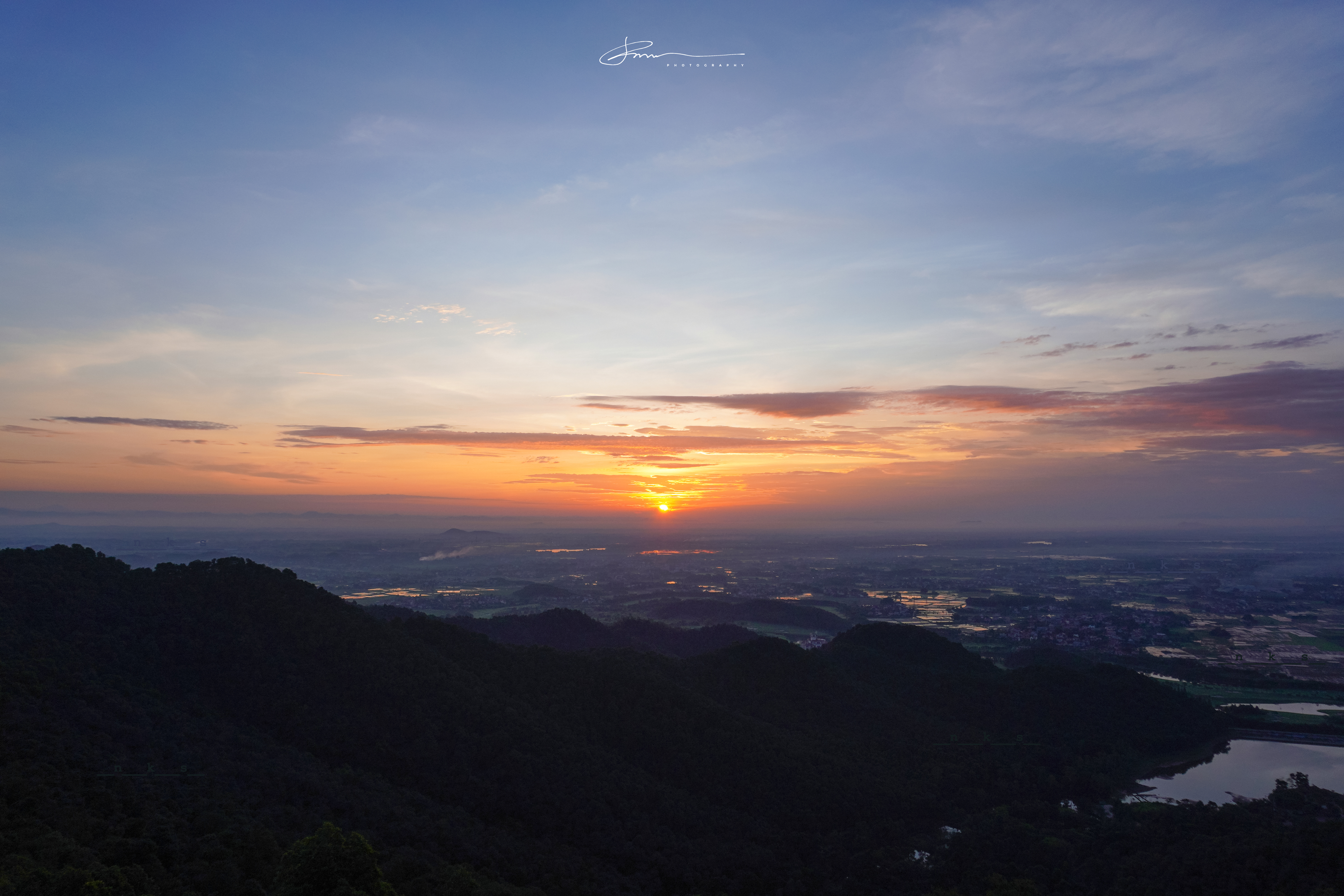
Quang cảnh bình minh trên đỉnh núi Sóc

- Quang cảnh bình minh trên đỉnh núi SócNúi Sóc: Núi Sóc (còn gọi là núi Đá Chồng, núi Độc Tôn) là điểm đầu mút phía Đông Nam của dãy Tam Đảo. Đỉnh Vệ Linh cao 306m là điểm cao nhất của ngọn núi. Dưới chân núi có quần thể Đền Sóc thờ Thánh Gióng. Hiện nay, trên đỉnh Vệ Linh còn có Tượng đài Thánh Gióng do Thành phố Hà Nội và Giáo hội Phật giáo Việt Nam xây dựng từ năm 2008 và khánh thành năm 2010 chào mừng Đại lễ 1000 năm Thăng Long – Hà Nội[6].Hồ Đồng Quan dưới chân núi Sóc

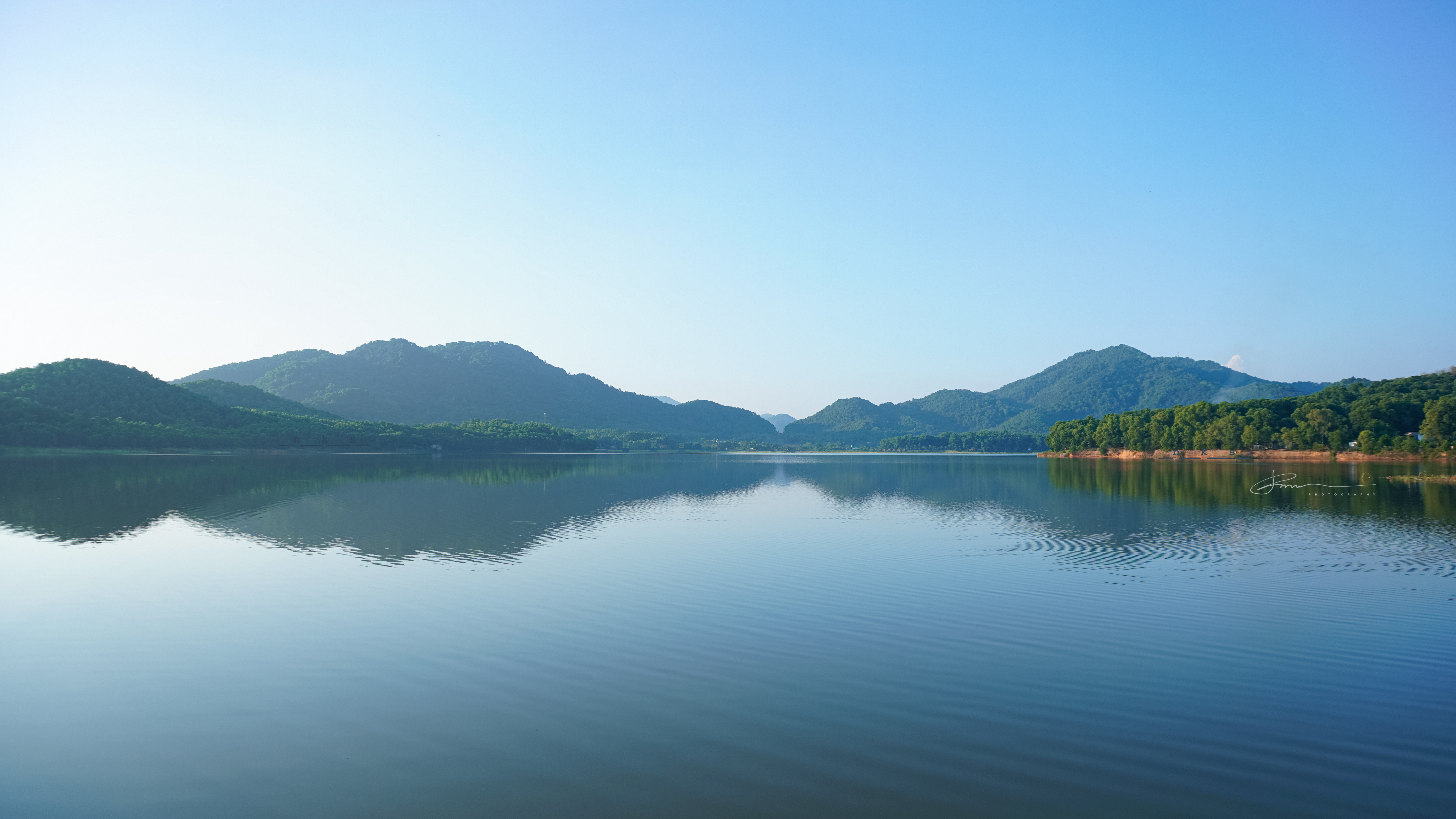
Hồ Đồng Quan dưới chân núi Sóc

- Núi Đôi: Núi Đôi là một thắng cảnh của thị trấn Sóc Sơn, cách trung tâm thị trấn 1,2 km về phía đông. Trên núi ngoài rừng thông và guột còn có tập hợp khoảng 10 tàn tích các lô cốt có từ thời Pháp thuộc. Núi Đôi còn được nhắc đến trong bài thơ Núi Đôi của nhà thơ Vũ Cao:Núi Đôi

. . .
Lối ta đi giữa hai sườn núi
Đôi ngọn nên làng gọi núi Đôi
Em vẫn đùa anh: sao khéo thế
Núi chồng núi vợ đứng song đôi!
. . .

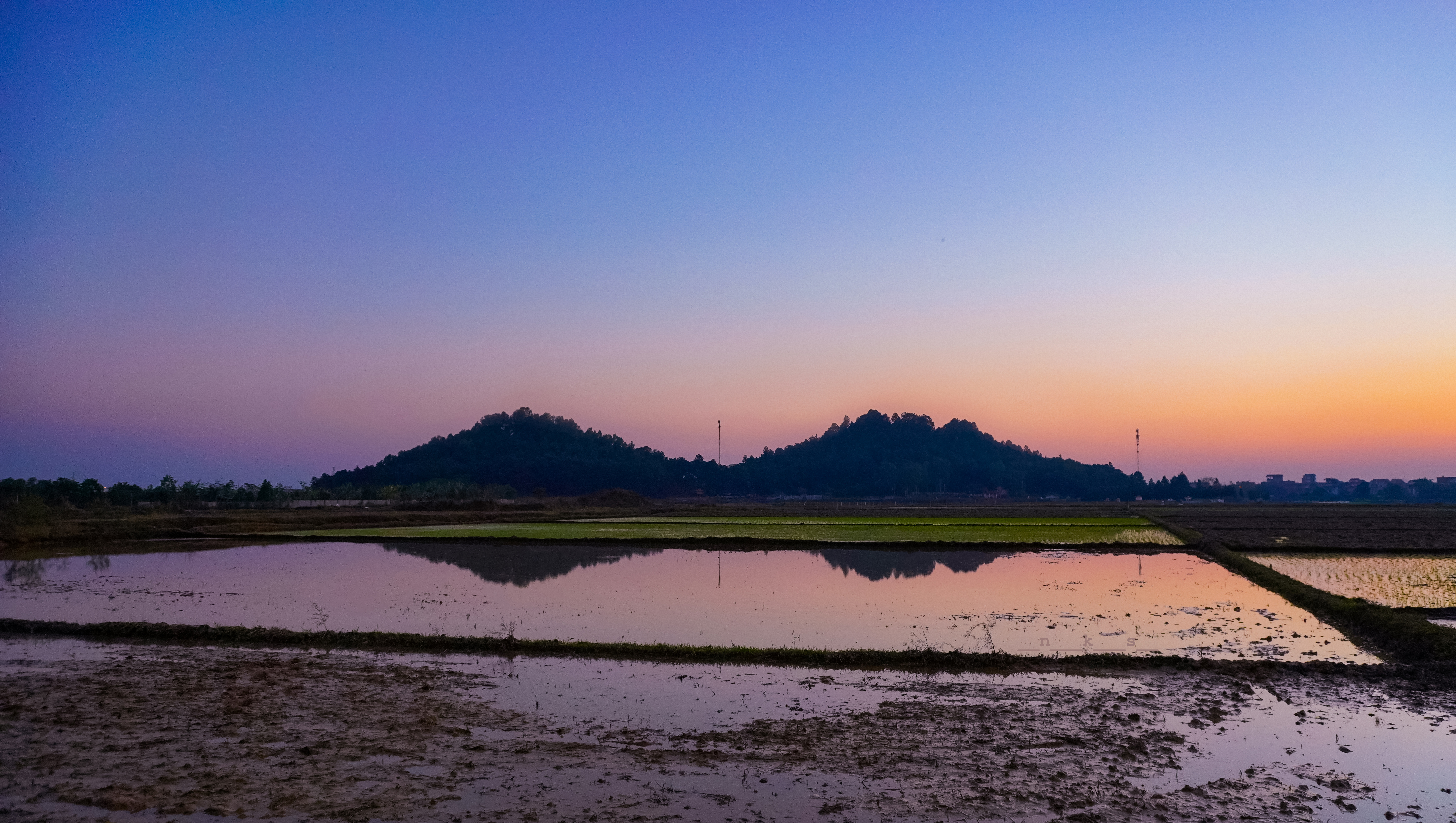
Núi Đôi

- Đền Sóc: di tích cấp quốc gia thờ Thánh Gióng, một vị thánh có công đánh đuổi giặc Ân sang xâm lược nước Văn Lang vào đời vua Hùng Vương thứ sáu. Truyền thuyết kể rằng: sau khi đánh đuổi quân xâm lược, đến chân núi Sóc, ông ghìm cương, cởi giáp và nón treo lên một cành cây, phi ngựa lên đỉnh núi, quay chào bốn phía quê hương rồi cả người lẫn ngựa bay thẳng lên trời, từ bấy đến giờ không còn thấy trở về nhân gian . Từ đó hàng năm, để ghi nhớ công ơn, người dân đều tổ chức hội đền Sóc vào ngày mồng 6 tháng giêng âm lịch. Người xưa có câu thơ về đền Sóc và Thánh Gióng:Cổng vào đền Thượng - đền chính trong Quần thể di tích Đền Sóc

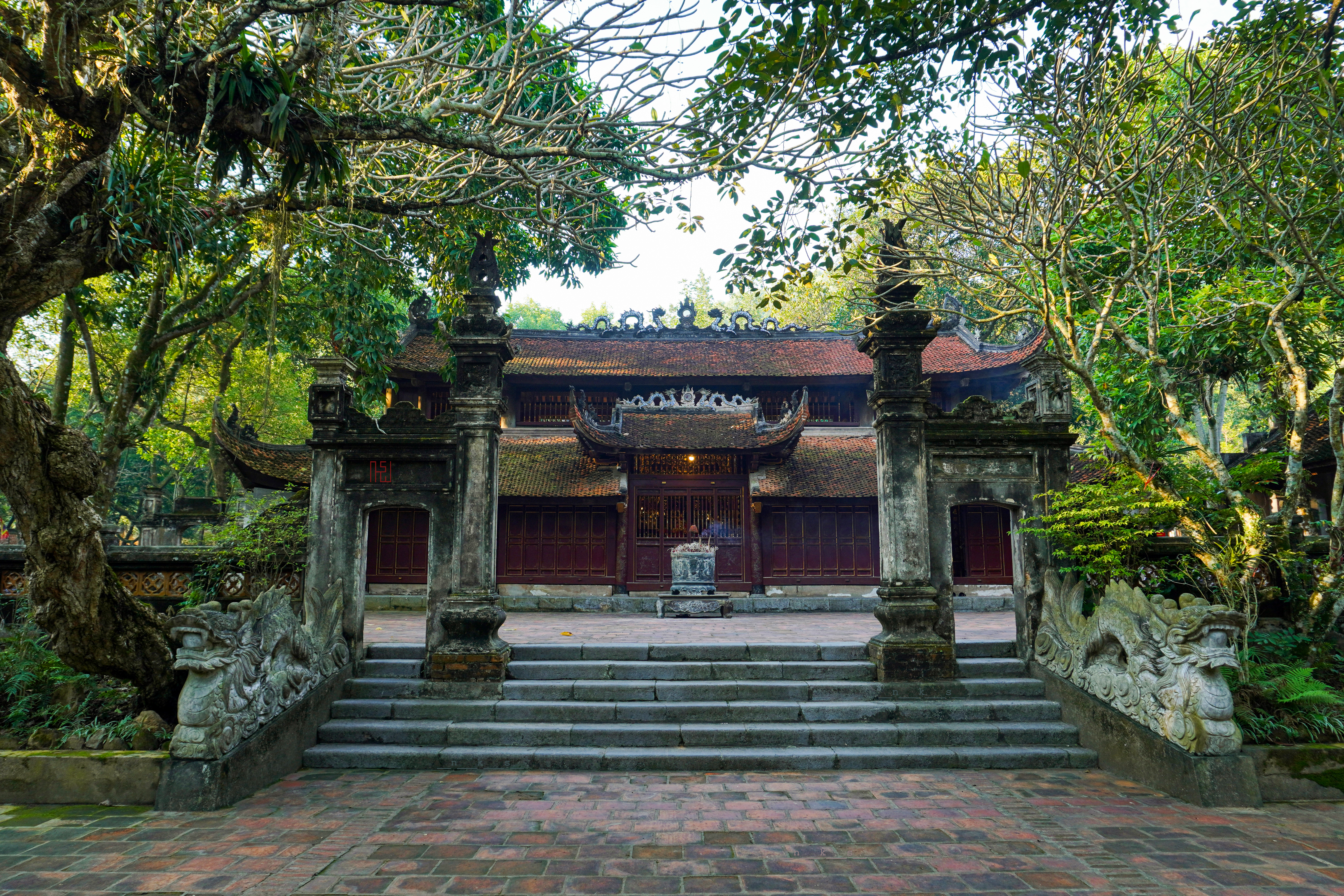
Cổng vào đền Thượng - đền chính trong Quần thể di tích Đền Sóc

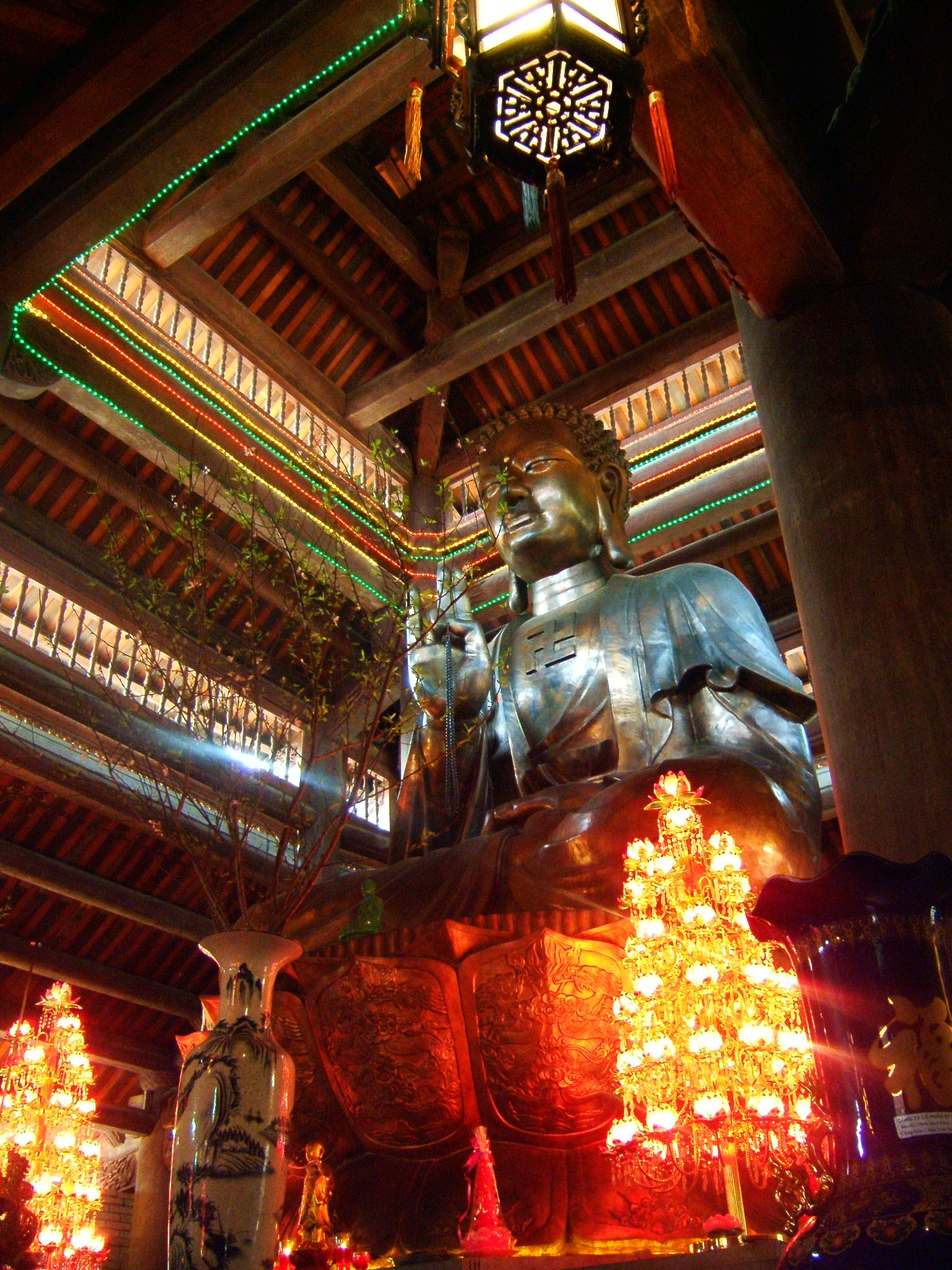
Pho tượng Phật bằng đồng nguyên khối tại chùa Non Nước, Sóc Sơn

- Chùa Non Nước: Chùa Non (tên chữ là Sóc Thiên Vương Thiền tự) nằm trong quần thể khu di tích Đền Sóc ở độ cao hơn 110 m so với chân núi. Chùa nằm chính giữa dãy núi hình vòng cung, tựa như người ngồi trên chiếc ngai, hướng nhìn xuống vùng hồ nước trong xanh, và những xóm làng trù phú của xã Phù Linh, huyện Sóc Sơn, Hà Nội. Theo Thuyền Uyển Tập Anh và Đại Việt Sử ký toàn thư, vị thiền sư đầu tiên trụ trì chùa này tên là Ngô Chân Lưu (933-1011), hậu duệ của Ngô Quyền. Năm 971, được vua Đinh Tiên Hoàng phong hiệu Khuông Việt Quốc sư. Đó là vị thiền sư đầu tiên được Nhà nước phong kiến phong tặng danh hiệu Quốc sư. Lịch sử ghi nhận, vị Quốc sư này cùng Vạn Hạnh Thiền sư đã phù trợ đưa Lý Công Uẩn lên ngôi chấn hưng đất nước. Năm 1010 Lý Công Uẩn rời đô từ Hoa Lư - Ninh Bình ra Thăng Long mở đầu cho thời kỳ hưng thịnh nhất của lịch sử Nhà nước phong kiến Việt Nam. Khuông Việt Quốc sư trở thành Việt Nam tam triều Quốc sư (trải ba triều Đinh - Lê - Lý). Chùa Non Nước đã được xây dựng lại, trở thành một trong những ngôi chùa to, đẹp nhất của Hà Nội. Pho tượng Phật tổ Như Lai bằng đồng đúc liền khối nặng 30 tấn, cao 6,50 m, nếu kể cả bệ đá, chiều cao hơn 8m được khởi công ngày 8-4 Tân Tỵ (2001) được rước từ cơ sở đúc đồng huyện Ý Yên, tỉnh Nam Định về Sóc Sơn, an tọa tại chùa Non.
- Đình Mai Nội ở xã Mai Đình, Sóc Sơn Hà Nội Thờ Nguyễn Bặc, vị tướng nhà Đinh với biệt danh Quang Minh.
- Đình Lai Sơn ở xã Bắc Sơn, Sóc Sơn Hà Nội thờ 2 vị tướng thời Đinh: Đương Giang Đại Vương, Phi nương công chúa và 2 vị tướng thời Hùng Vương: Quý Minh, Cao Sơn. Đương Giang là vị tướng nhà Đinh có công thu nạp 5.000 quân lính ở Đông Anh (Hà Nội) đi đánh dẹp giặc Ngô.
- Chùa Nam Thiên ở thôn Nội Phật, Xã Mai Đình, Sóc Sơn Hà Nội. Nơi đây có lối kiến trúc đa dạng, độc đáo được nhiều người lui tới sinh hoạt. Hàng năm phật tử tổ chức các chuyến đi thiện nguyện ở các tỉnh vùng cao.
- Đền Thụy Hương ở thôn Thụy Hương, Phú Cường thờ anh em Trương Hống, Trương Hát, Trương Lừng, Trương Lẫy và cô em gái Đạm Nương. Những người có công trong cuộc kháng chiến chống quân Lương xâm lược. Được bộ Văn hóa và Thông tin xếp hạng Di tích nghệ thuật năm 1990.

## Danh nhân
- Vương Hoành,  王浤16 người xã Ngô Đạo huyện Tân Phúc. nay là thôn Ngô Đạo, xa Tân Hưng, huyện Sóc Sơn.Hà Nội). Ông làm quan cho nhà Mạc đến chức Thị lang.

http://www.hannom.org.vn/detail.asp?param=1187&Catid=564 Lưu trữ ngày 3 tháng 8 năm 2020 tại Wayback Machine
- Khuông Việt
- Phù Thúc Hoành
- Ngô Chi Lan
- Hoàng Văn Đồng, chính ủy Cảnh Sát Biển Việt Nam
- Tiến sĩ Nguyễn Đức Khương, chủ tịch Hội các nhà khoa học và chuyên gia người Việt tại Pháp (2011-2016), Chủ tịch Hội Tài chính quốc tế Việt Nam.

| Tổng cộng | Lí - Trần - Hồ | Lê Sơ | Mạc | Lê Trung Hưng | Vua Lê- Chúa Trịnh | Nguyễn |
| --------- | -------------- | ----- | --- | ------------- | ------------------ | ------ |
| 13        | 0              | 9     | 3   | 0             | 1                  | 0      |

| Tổng số | Gia Long | Minh Mạng | Thiệu Trị | Tự Đức | Kiến Phúc | Đồng Khánh | Thành Thái | Duy Tân |
| ------- | -------- | --------- | --------- | ------ | --------- | ---------- | ---------- | ------- |
| 4       | 0        | 1         | 1         | 1      | 0         | 0          | 1          | 0       |

## Làng nghề
Sóc Sơn là một huyện thuần nông phía bắc thành phố Hà Nội. Các làng nghề, ngành nghề, việc làm tại Sóc Sơn đại đa số liên quan nhiều đến sản xuất nông nghiệp. Khu vực phía Bắc trung tâm Hà Nội xét về mức độ đa dạng cũng như số lượng các làng nghề thủ công, làng nghề mới, làng có nghề thường ít hơn khu vực phía đông, nam và phía tây của Hà Nội (như huyện phía nam Vĩnh Phúc, huyện phía đông trở sang phía nam và tây của Hà Nội, một số huyện của Bắc Ninh, Hưng Yên). Hiện nay Sở công thương Thành phố cũng rất quan tâm, khuyến khích và duy trì các làng nghề, phát triển ngành nghề mới tại các địa phương nhằm tạo thêm công việc, tăng thu nhập cho người dân. Hai thành phố lớn là Hà Nội và Thành phố Hồ Chí Minh với vai trò là động lực phát triển của một vùng hiện nay đã hạn chế quy hoạch các khu công nghiệp, cụm công nghiệp để nhường cho các khu vực các tỉnh, vùng lân cận tiếp cận được với công nghiệp tạo thêm nhiều việc làm và thu nhập cho các tỉnh thành lân cận nhằm cân bằng dần thu nhập giữa các địa phương. Trong hoàn cảnh đó thì vai trò của các làng nghề, và phát triển ngành nghề mới là rất quan trọng trong việc phát triển kinh tế một đơn vị rất rộng của thủ đô nhưng chưa có được nhiều làng nghề, nghề như ở Sóc Sơn:
- Mây tre đan và mộc Xuân Dương
- Tre trúc Thu Thủy
- Làng trông giữ xe thôn Tân Trại
- Làng nghề mộc, xây dựng Lai Cách
- Giặt bao tải và sơ chế Dược Hạ
- Làng nghề mây tre đan Điệu Tân
- Trồng hoa nhài Phủ Lỗ
- Trồng ngô, bán ngô bắp luộc, bắp non.
- Nấu rượu Xuân Lai

## Hình ảnh

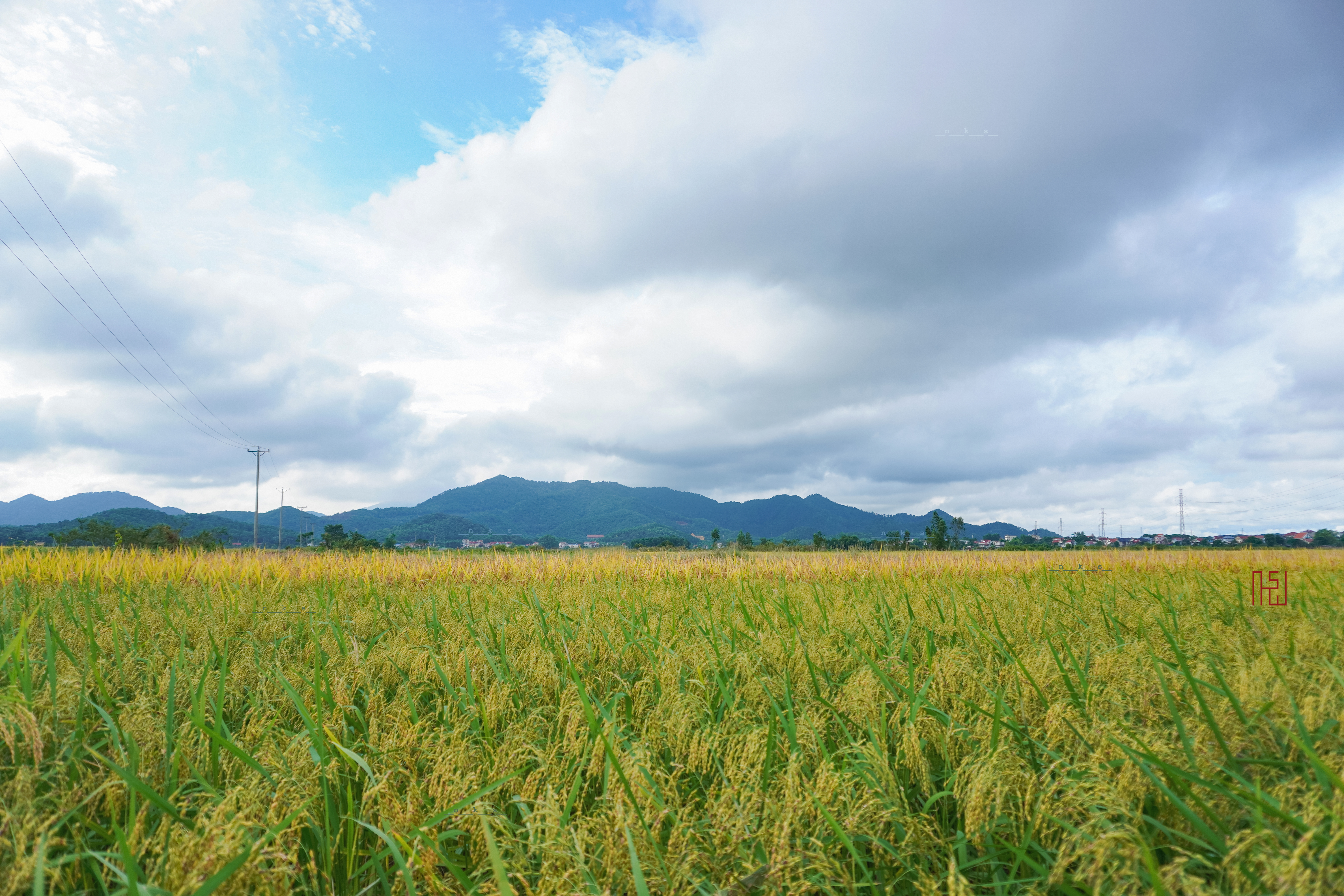
Núi Sóc và cánh đồng lúa chín
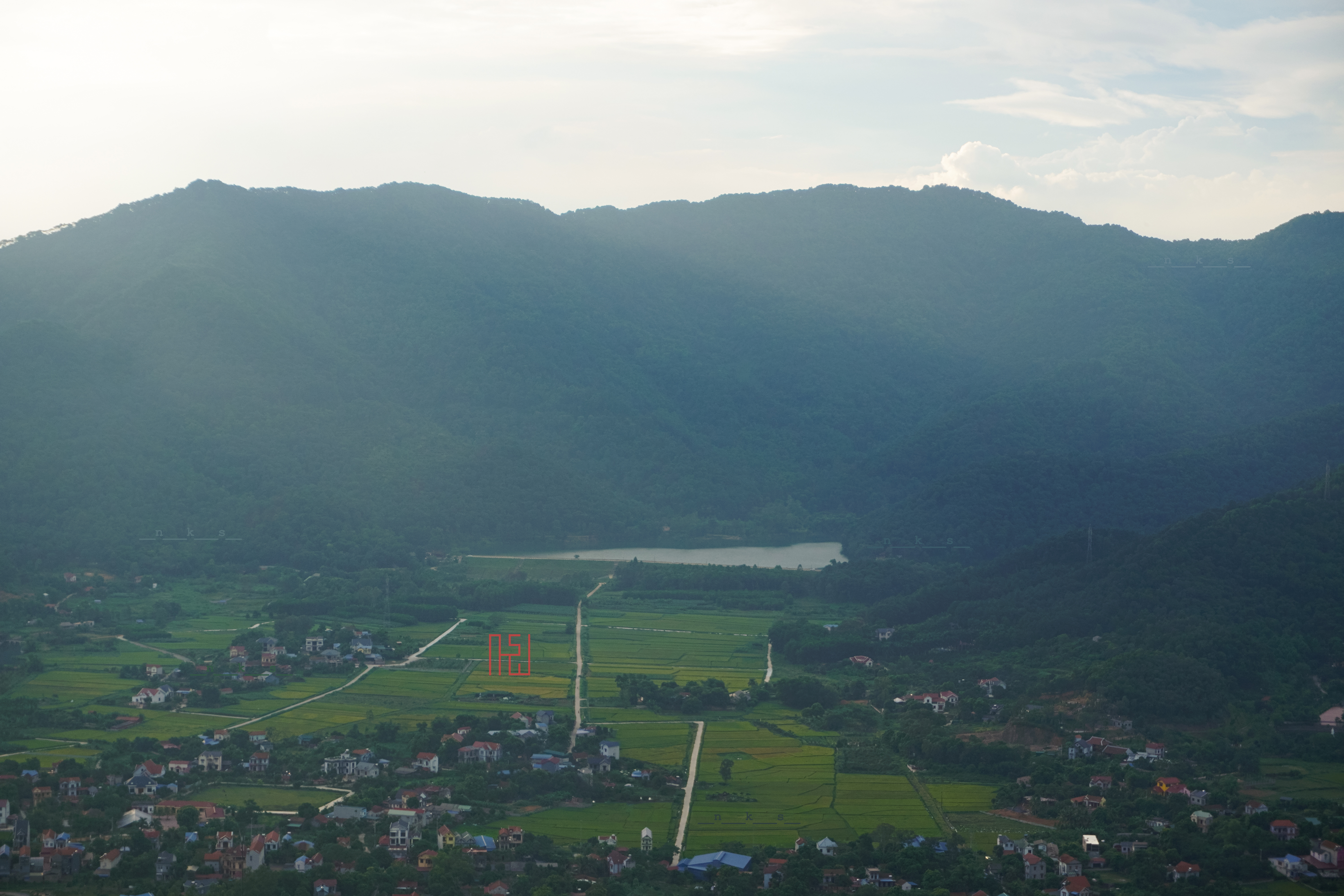
Hồ Hàm Lợn
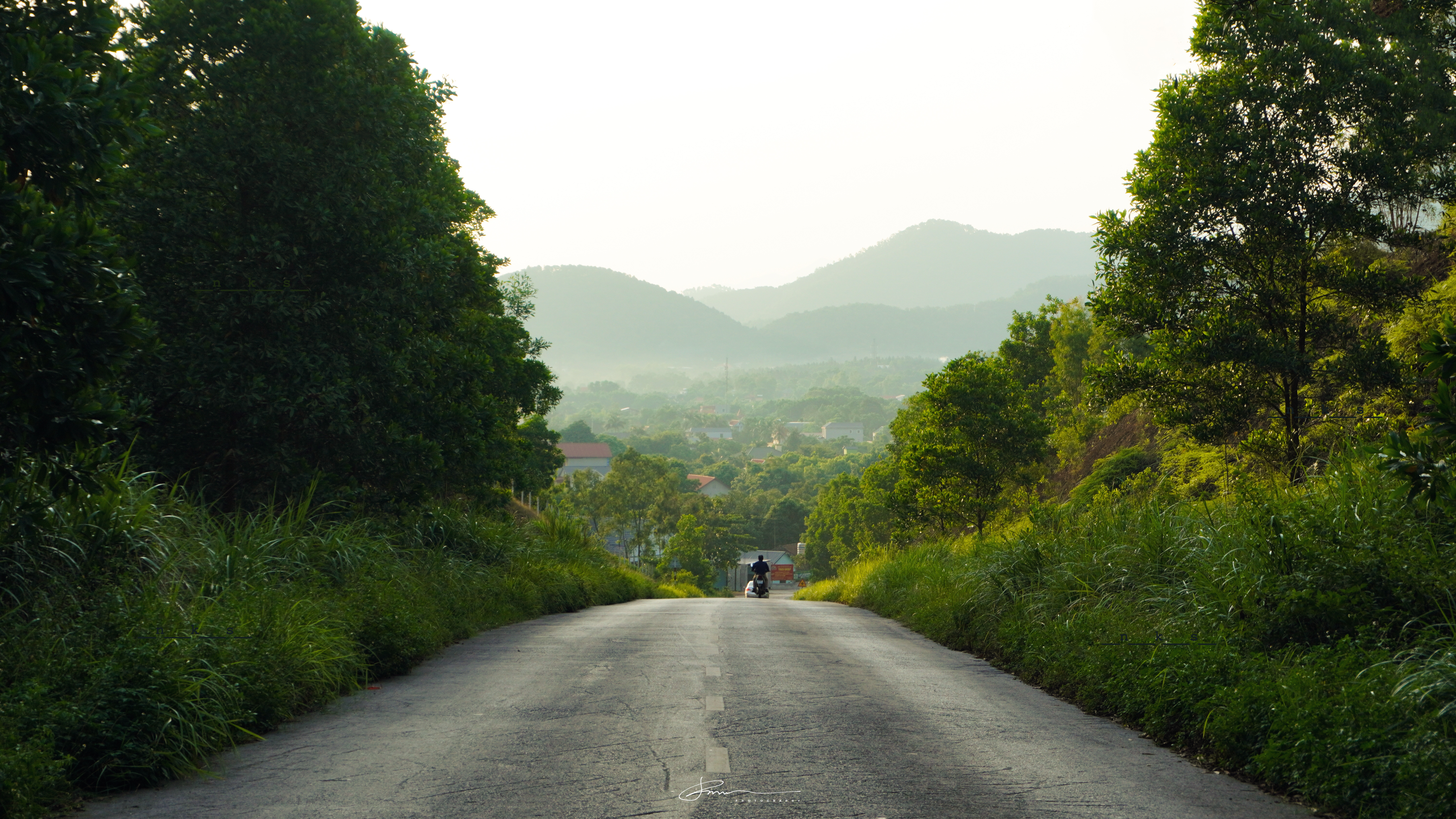
Dốc Dây Diều
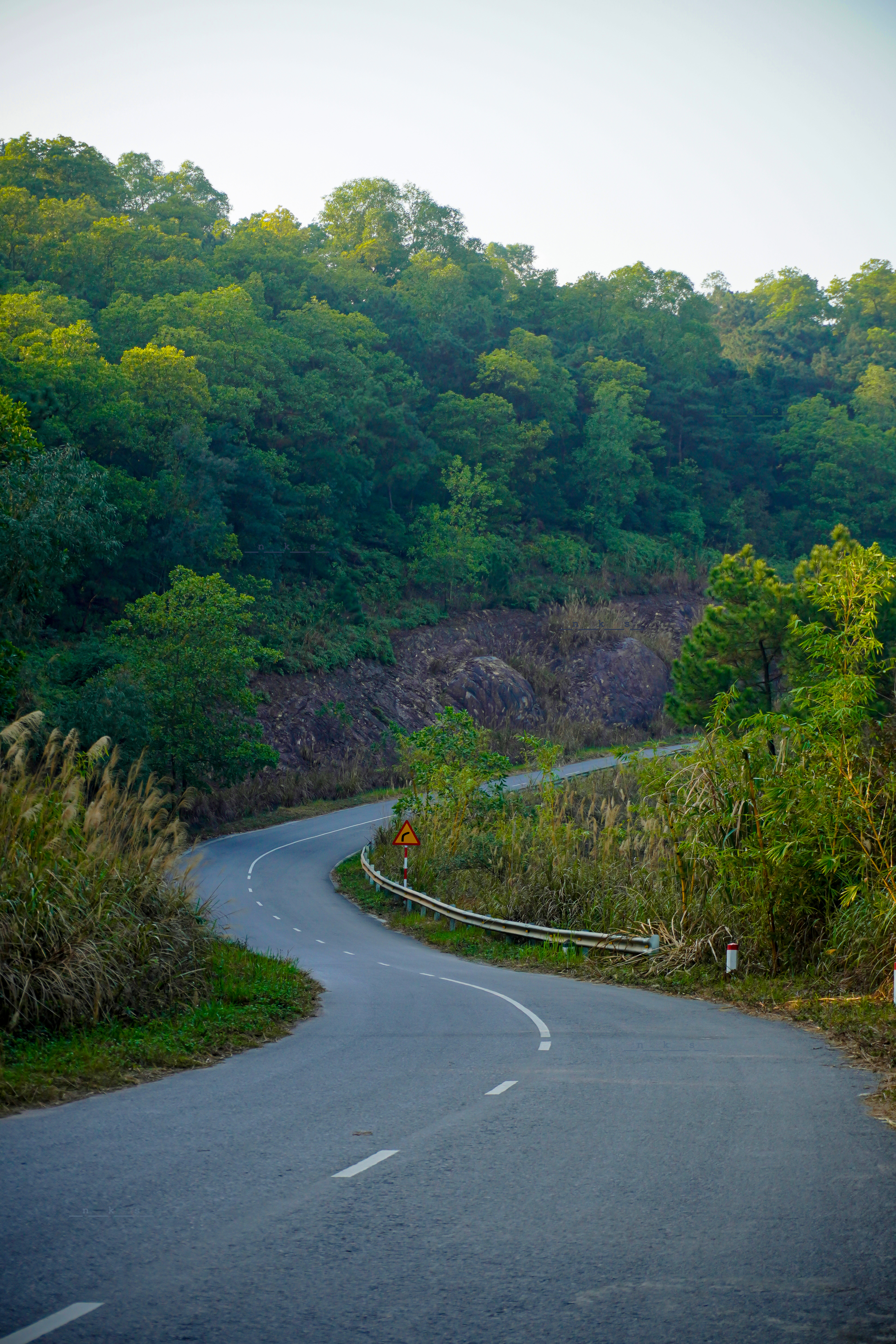
Đèo Vệ Linh (đường lên đỉnh núi Sóc)
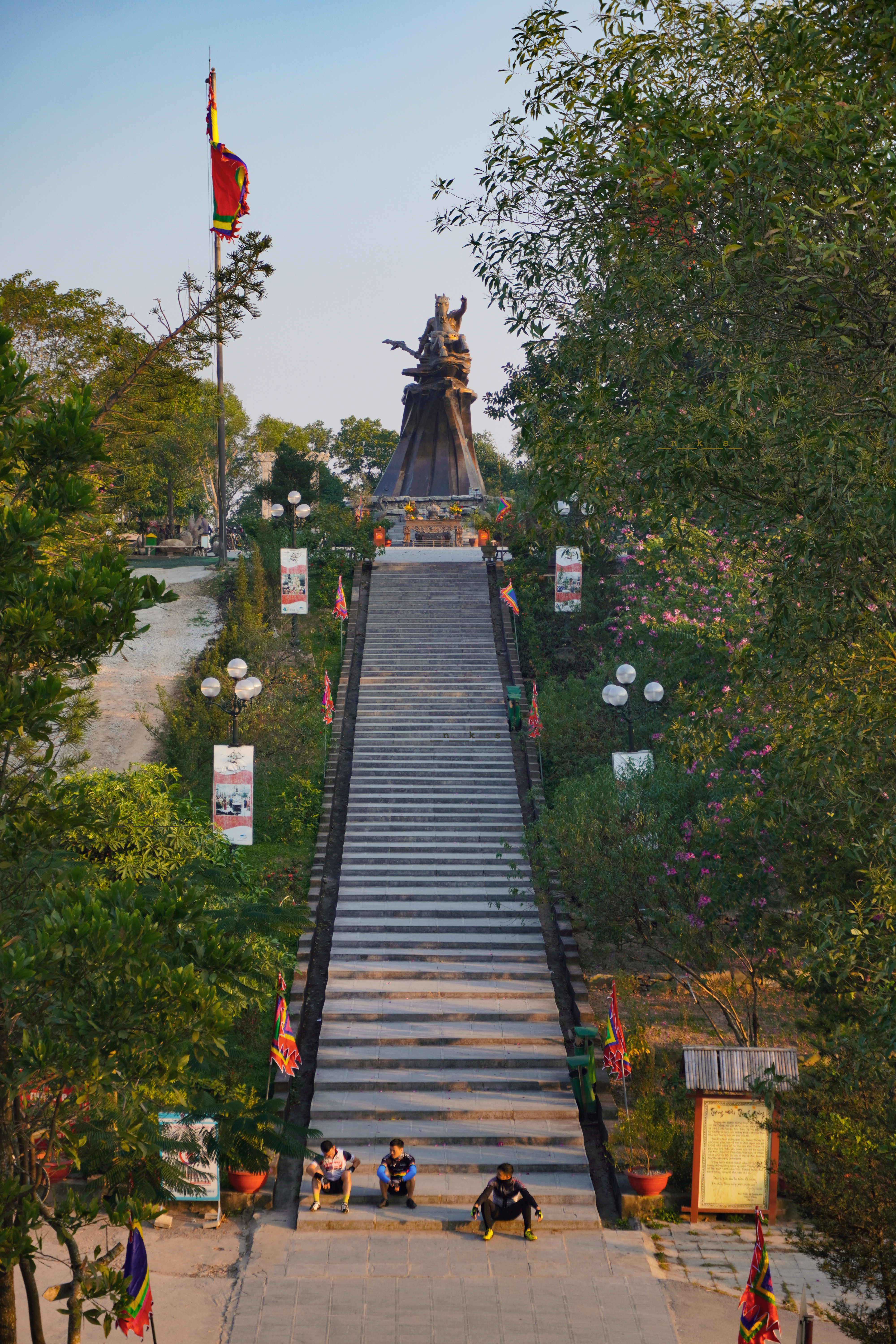
Khu tượng đài Thánh Gióng
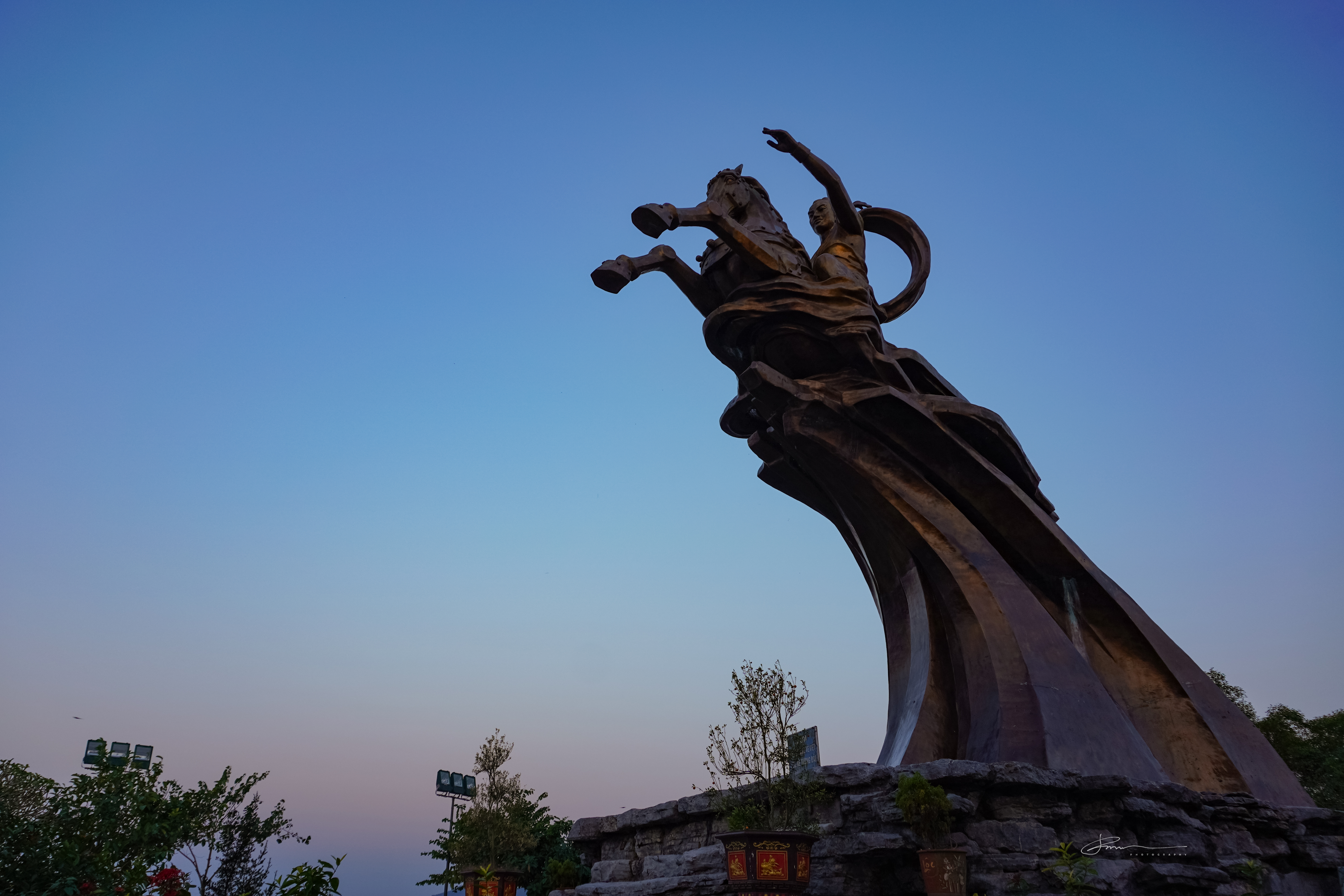
Tượng đài Thánh Gióng
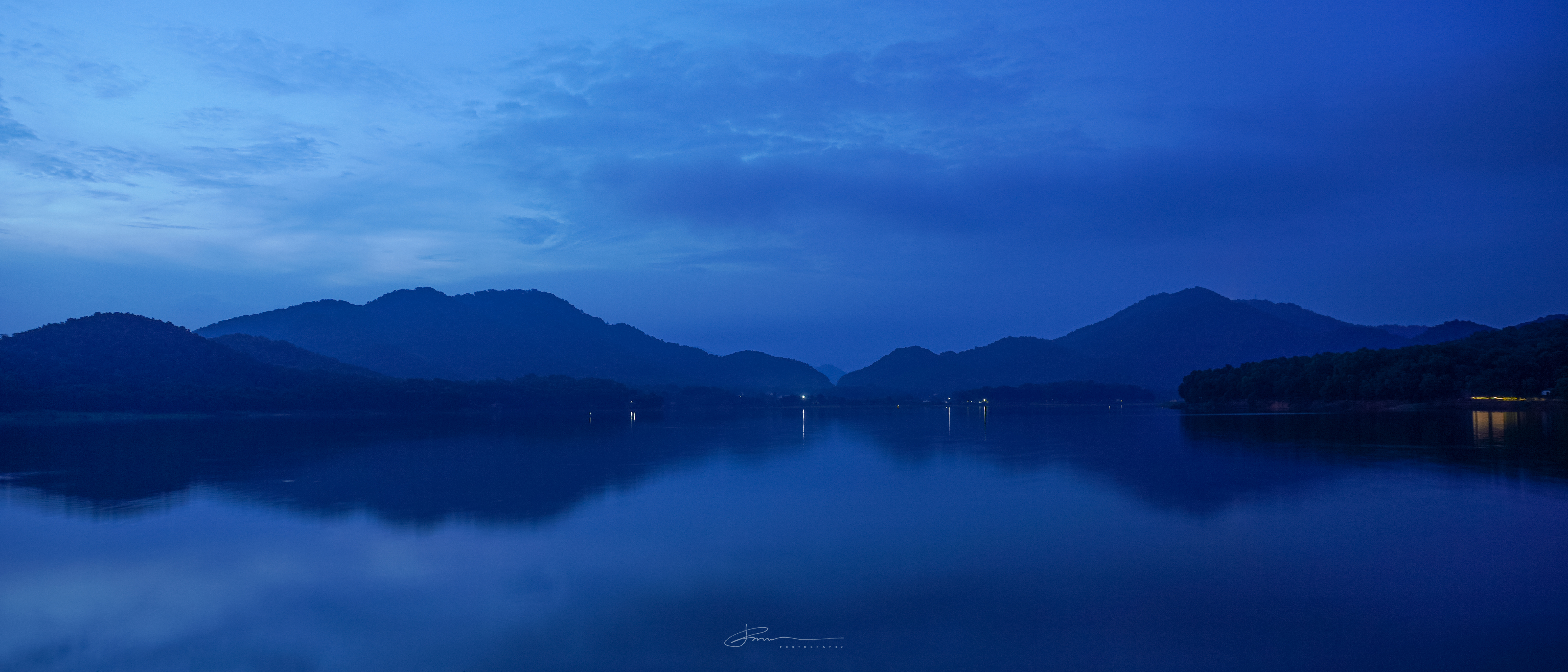
Hồ Đồng Quan
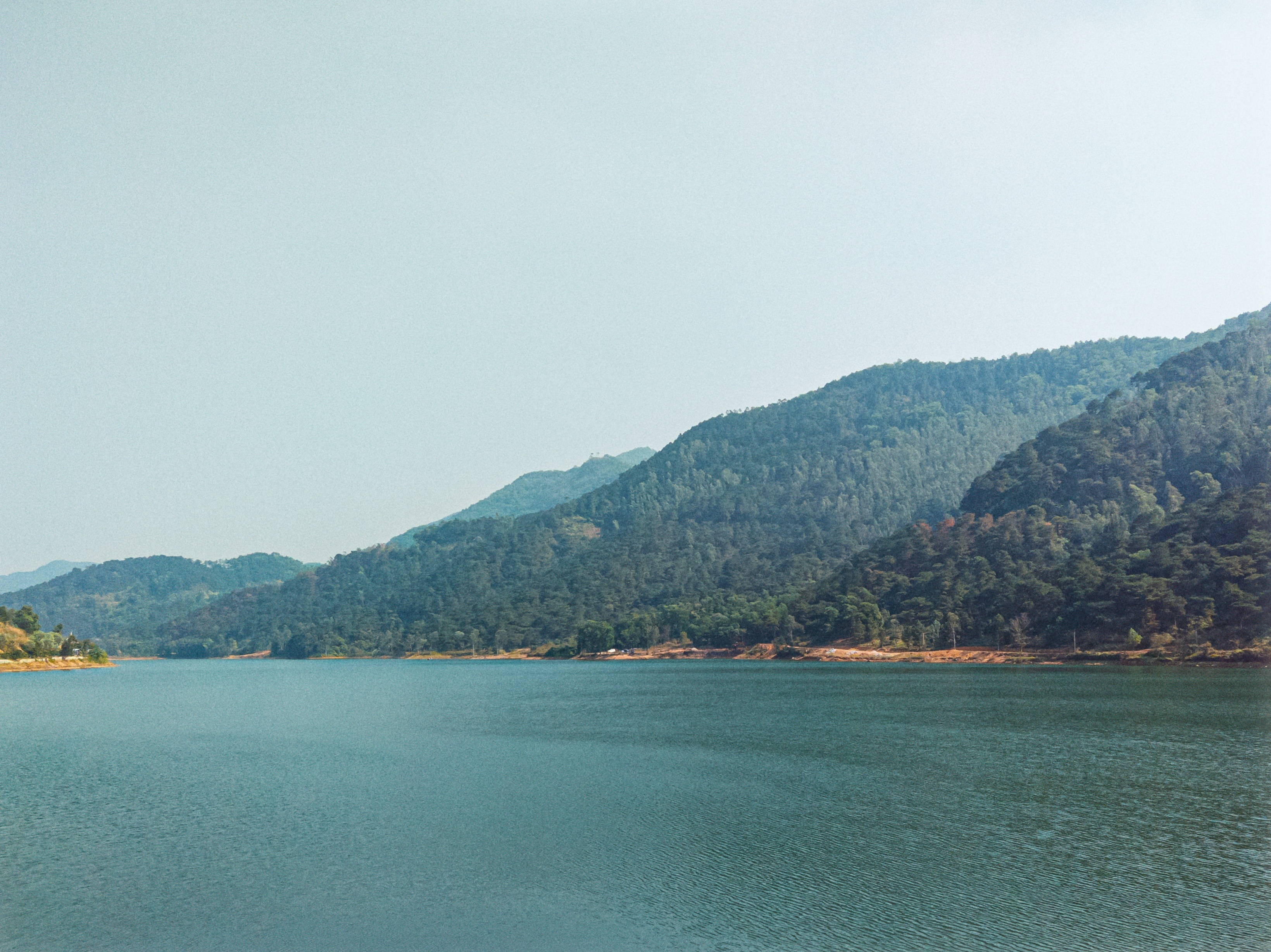
Hồ Đồng Đò
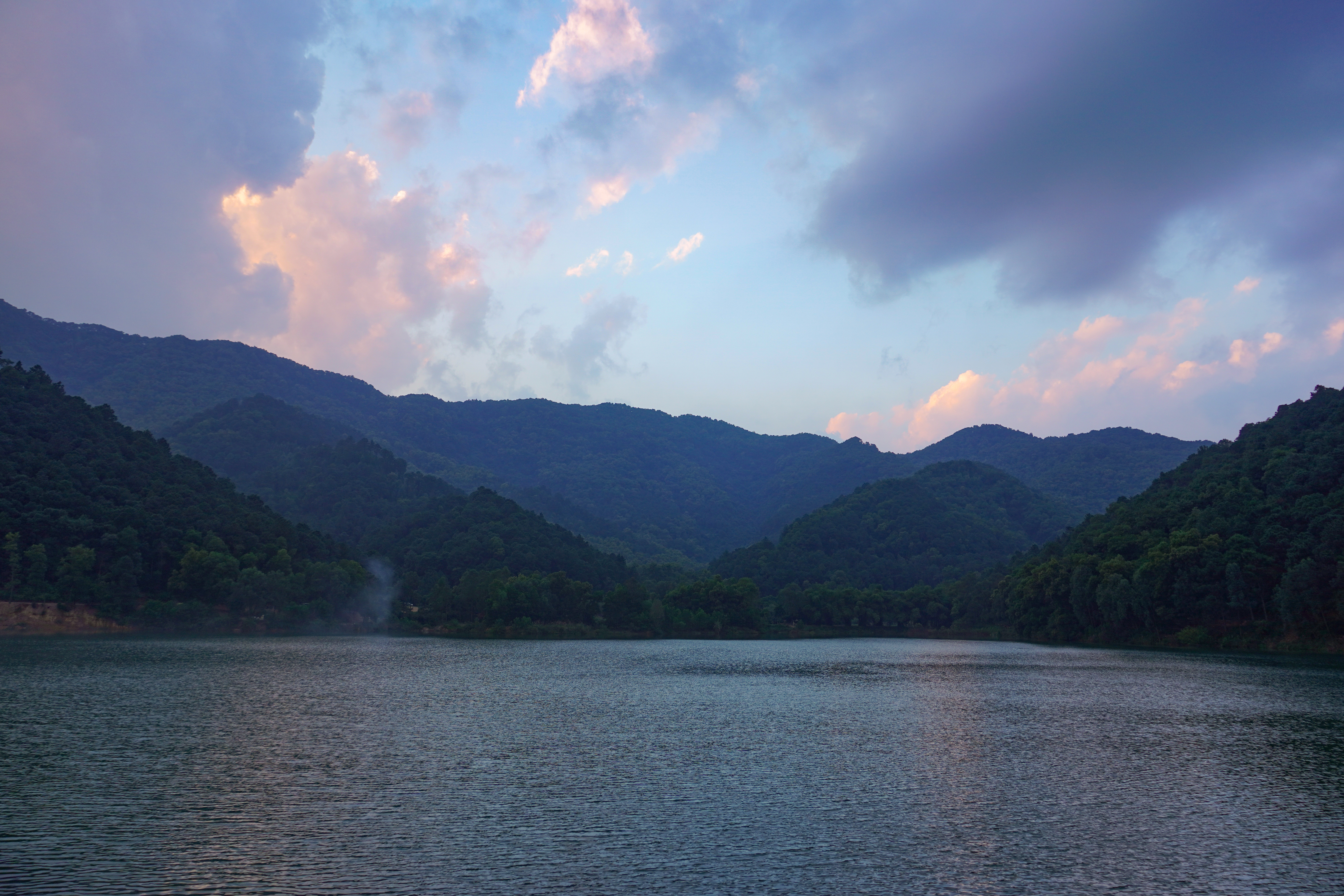
Hồ Hàm Lợn
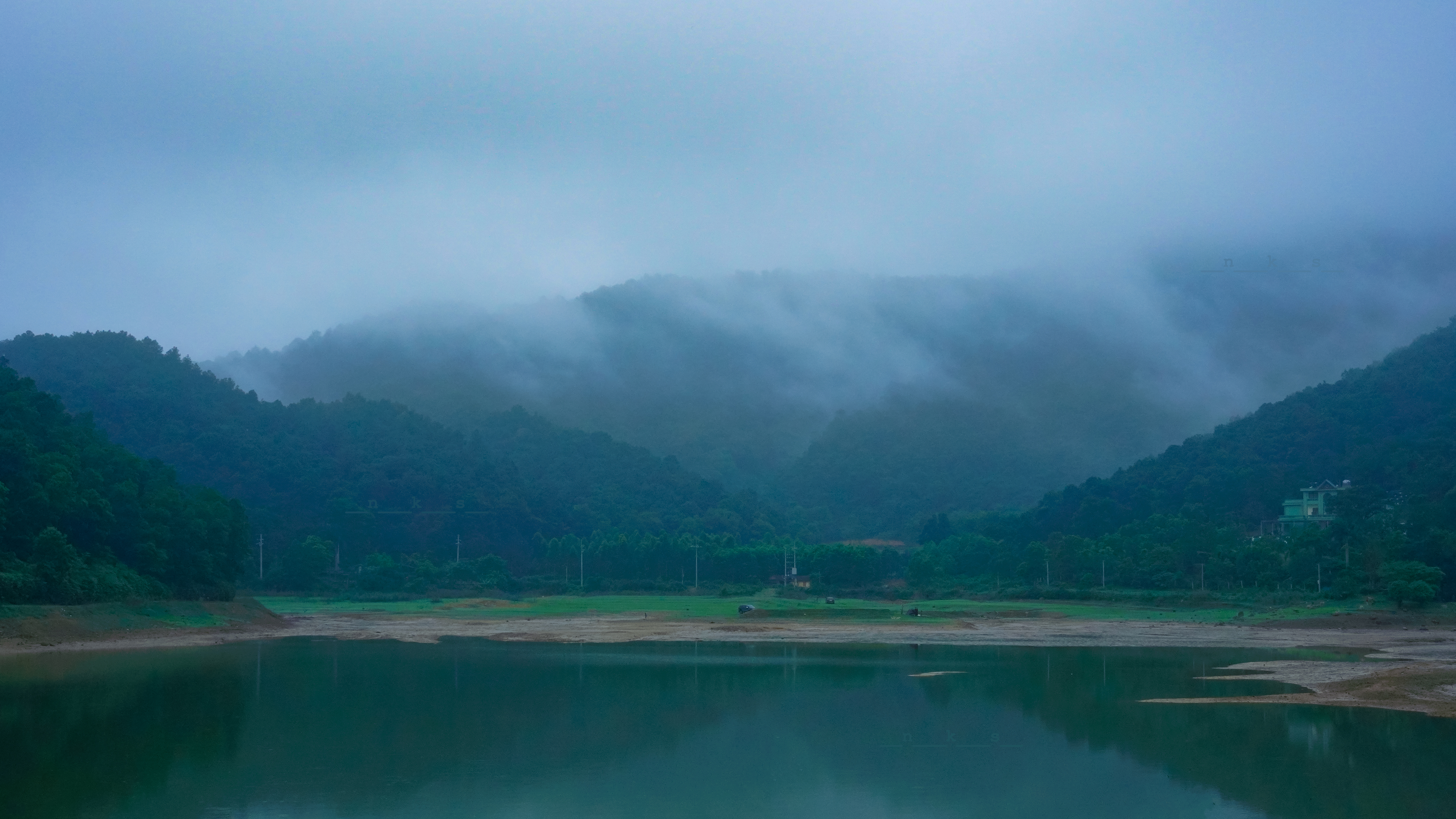
Hồ Hoa Sơn
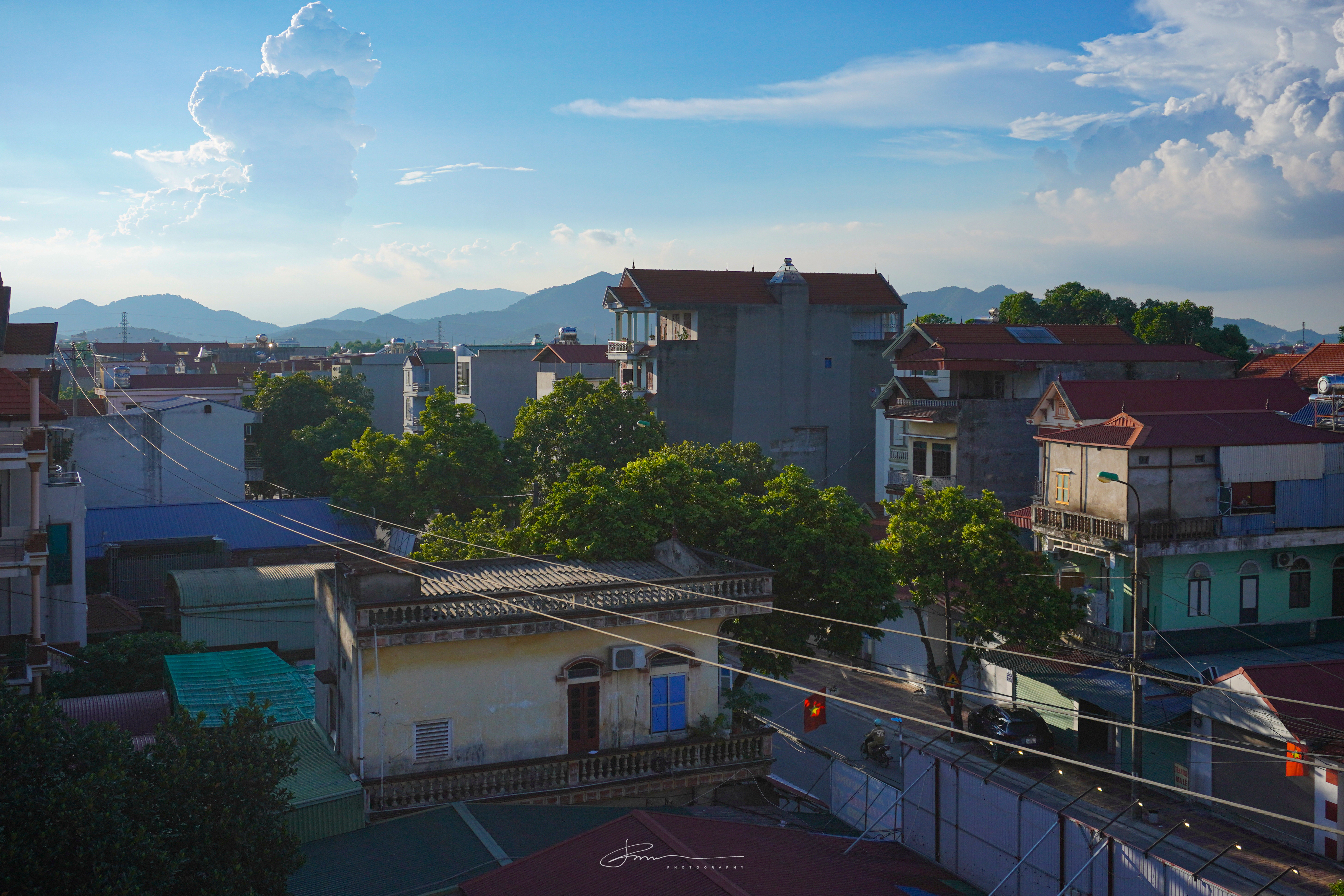
Thị trấn Sóc Sơn và núi Sóc
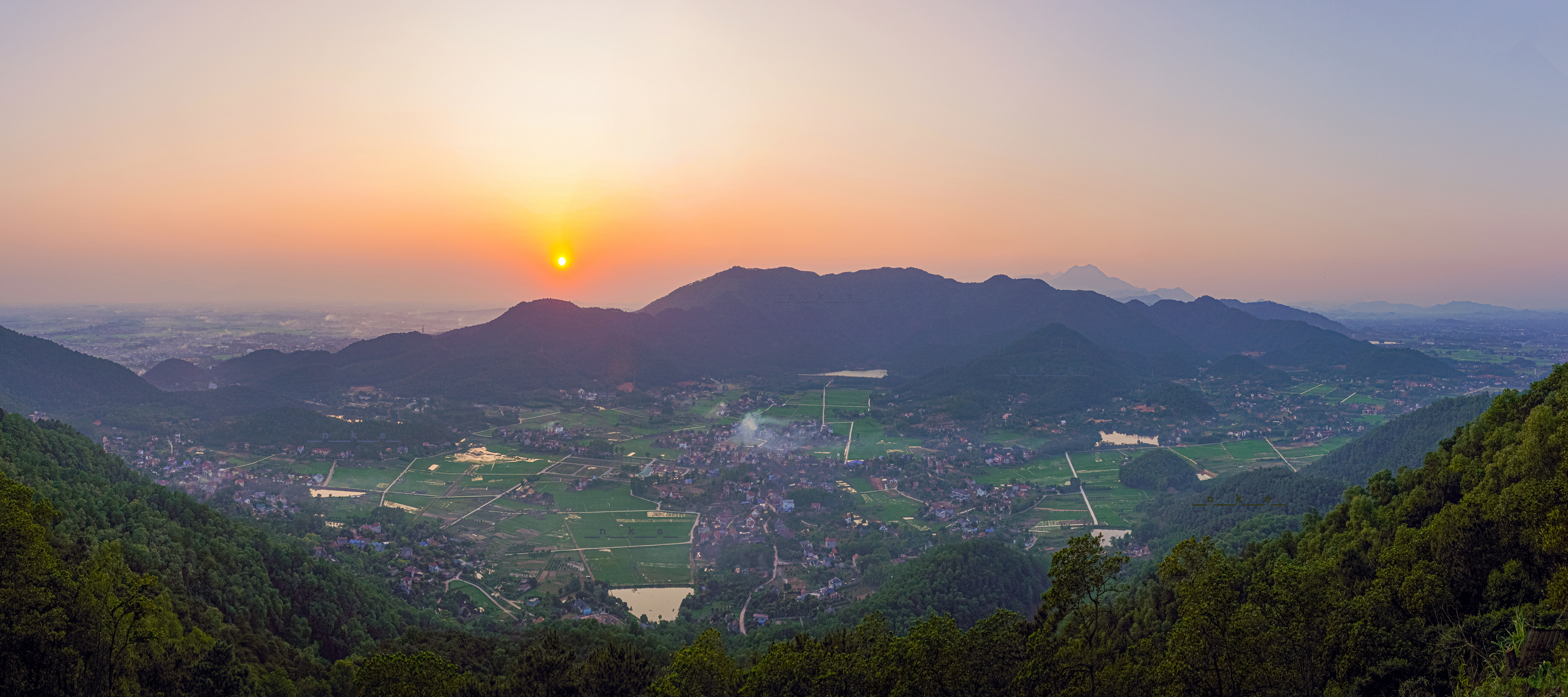
Toàn cảnh núi Hàm Lợn
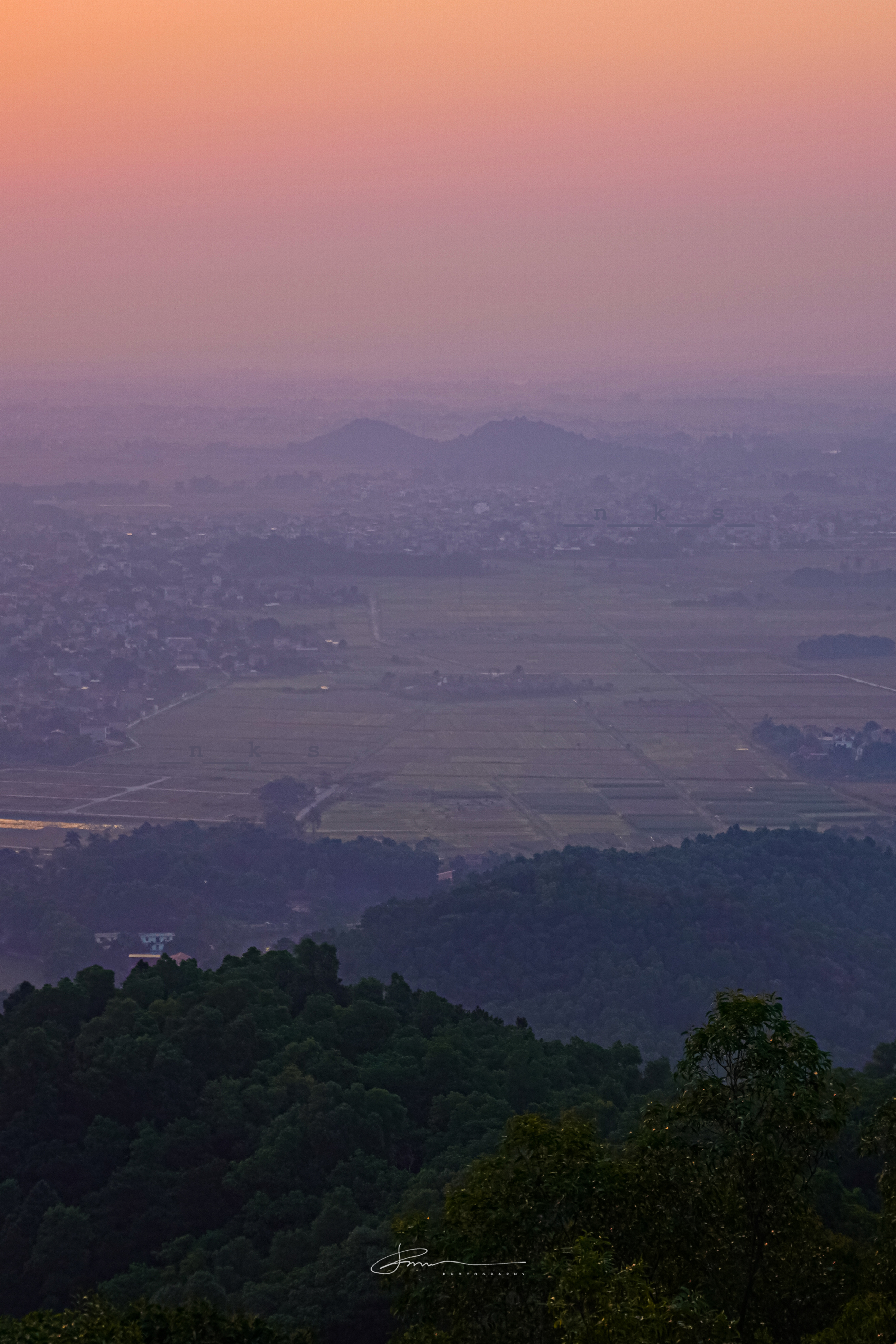
Núi Đôi nhìn từ đỉnh núi Sóc
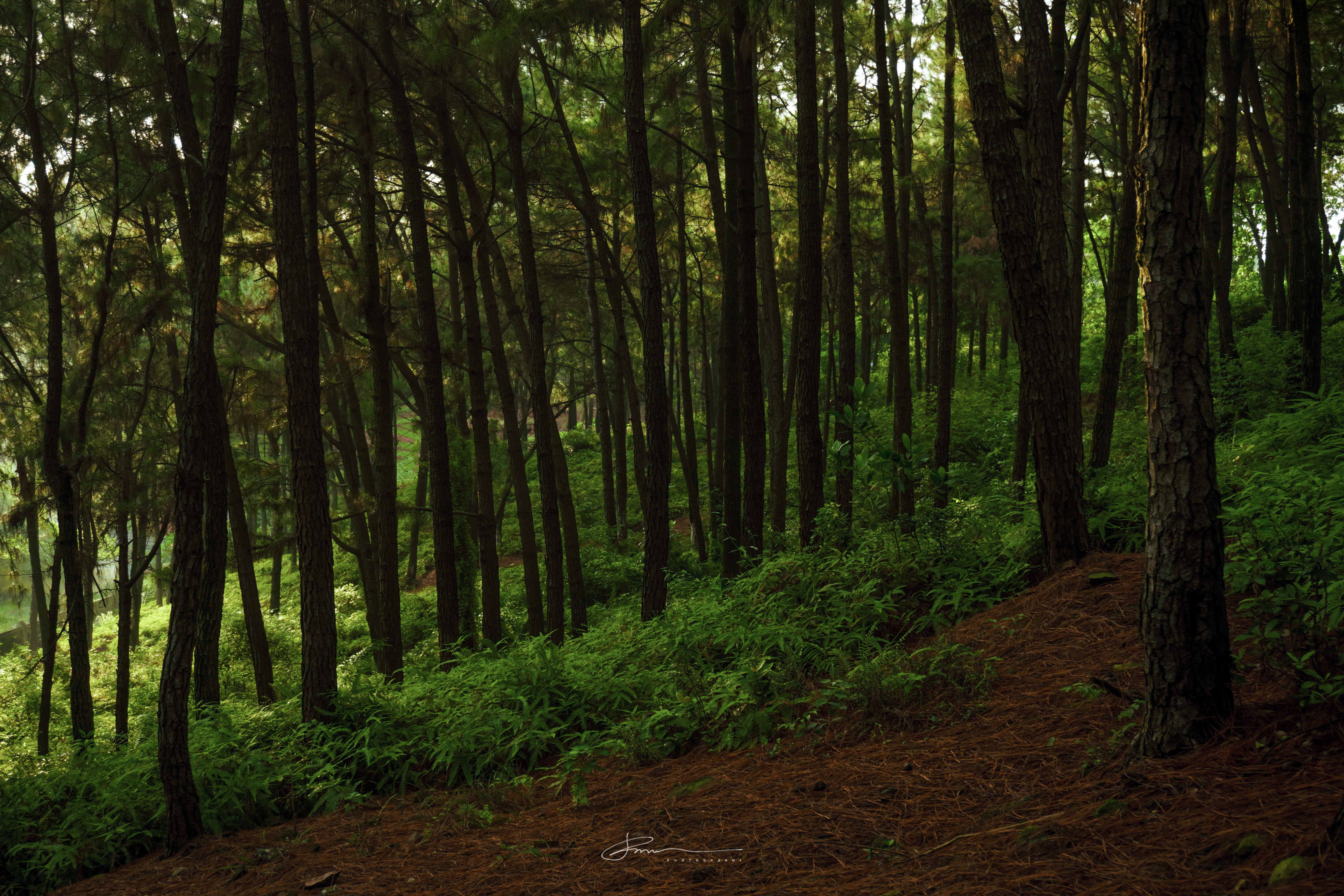
Rừng thông trên núi Đôi
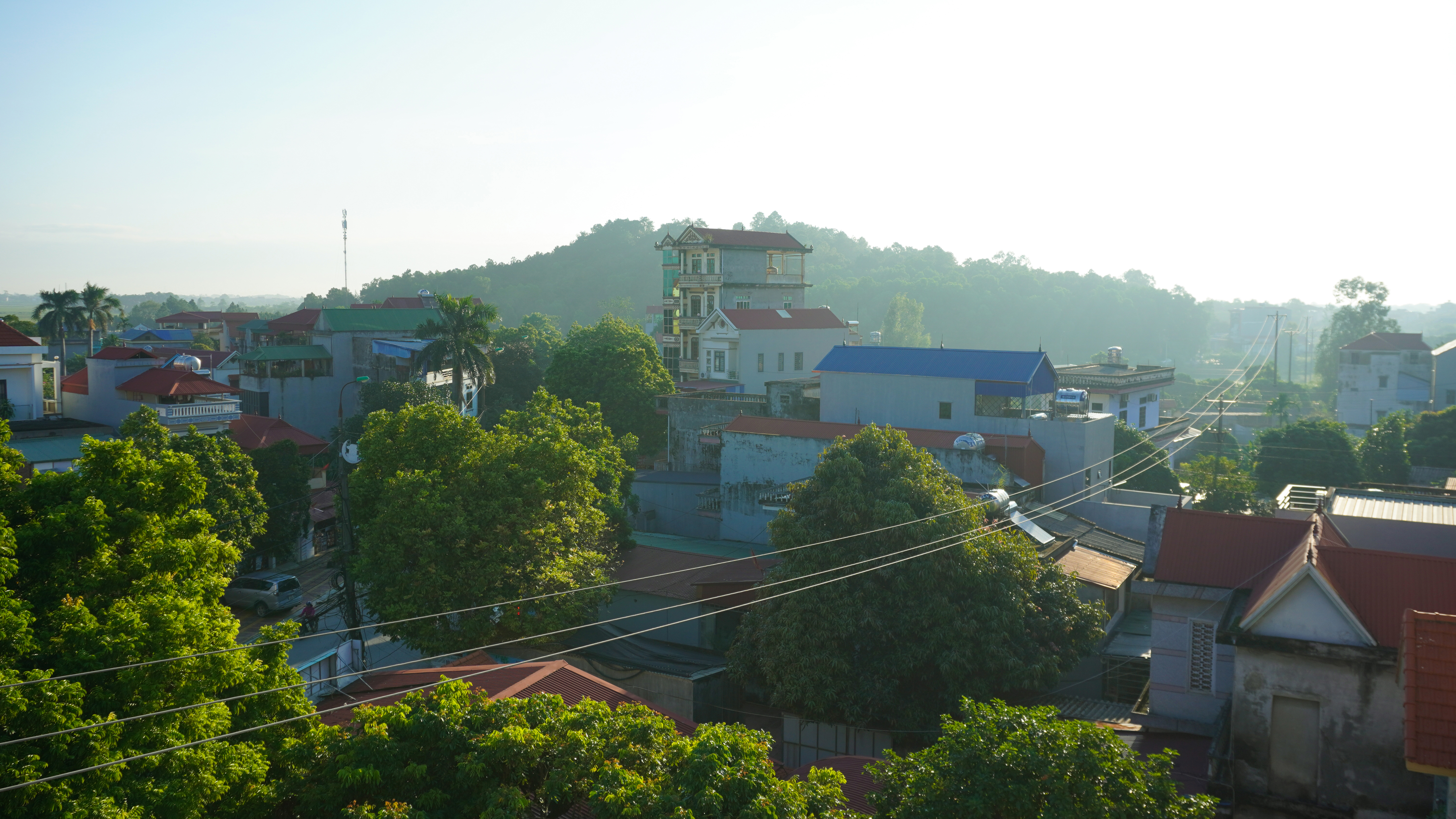
Thị trấn Sóc Sơn và núi Đôi
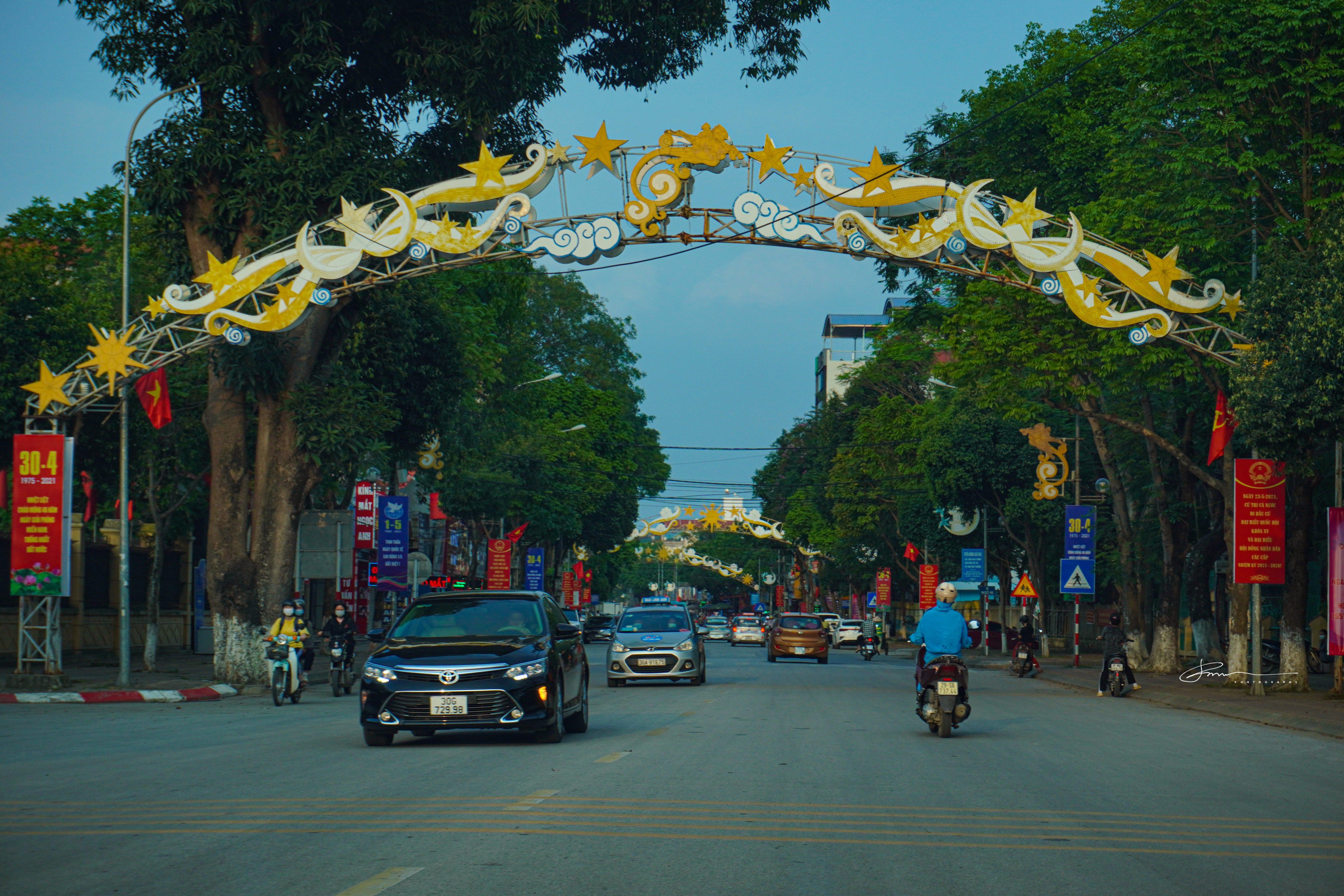
Trung tâm huyện
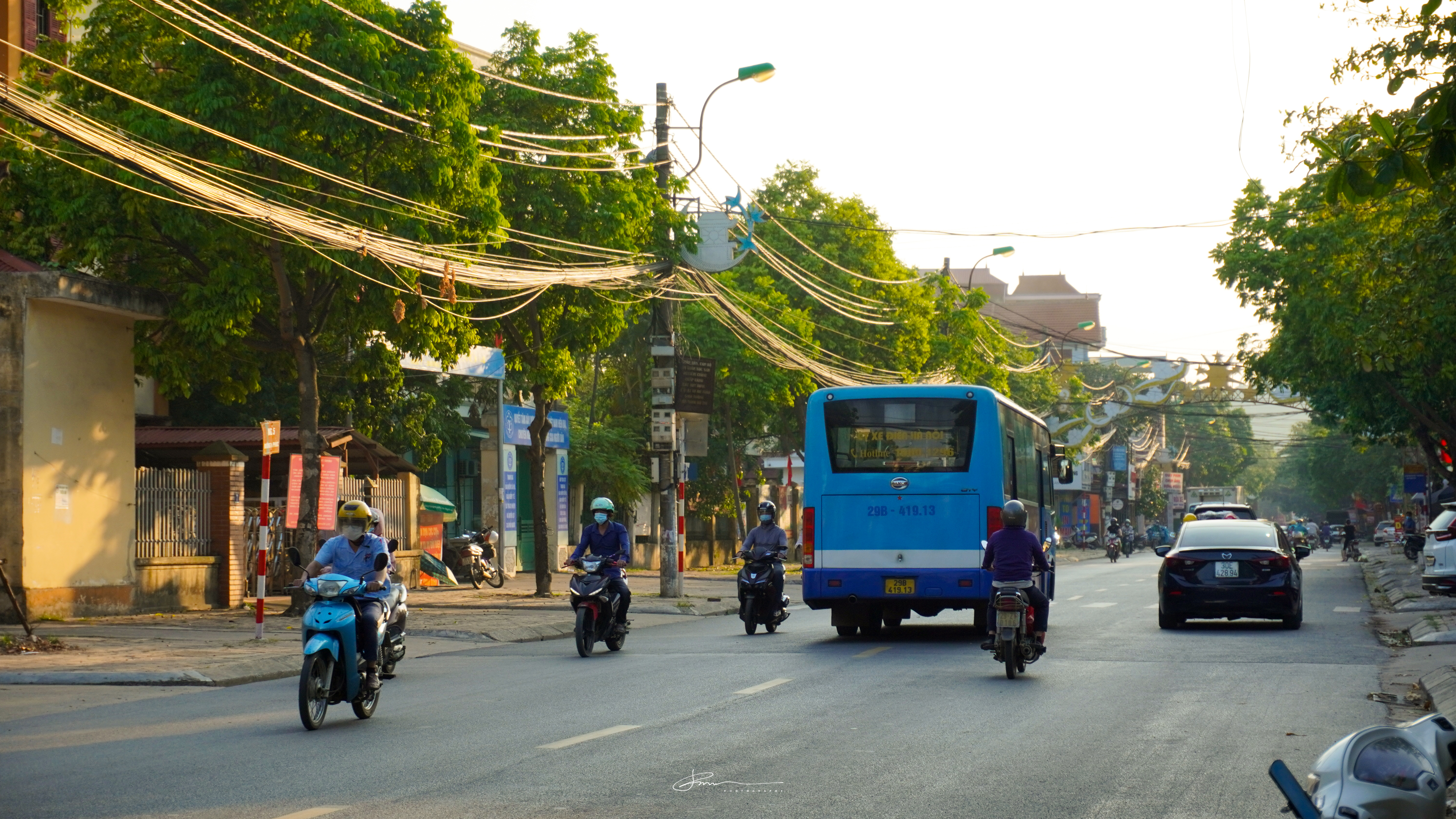
Đường Đa Phúc
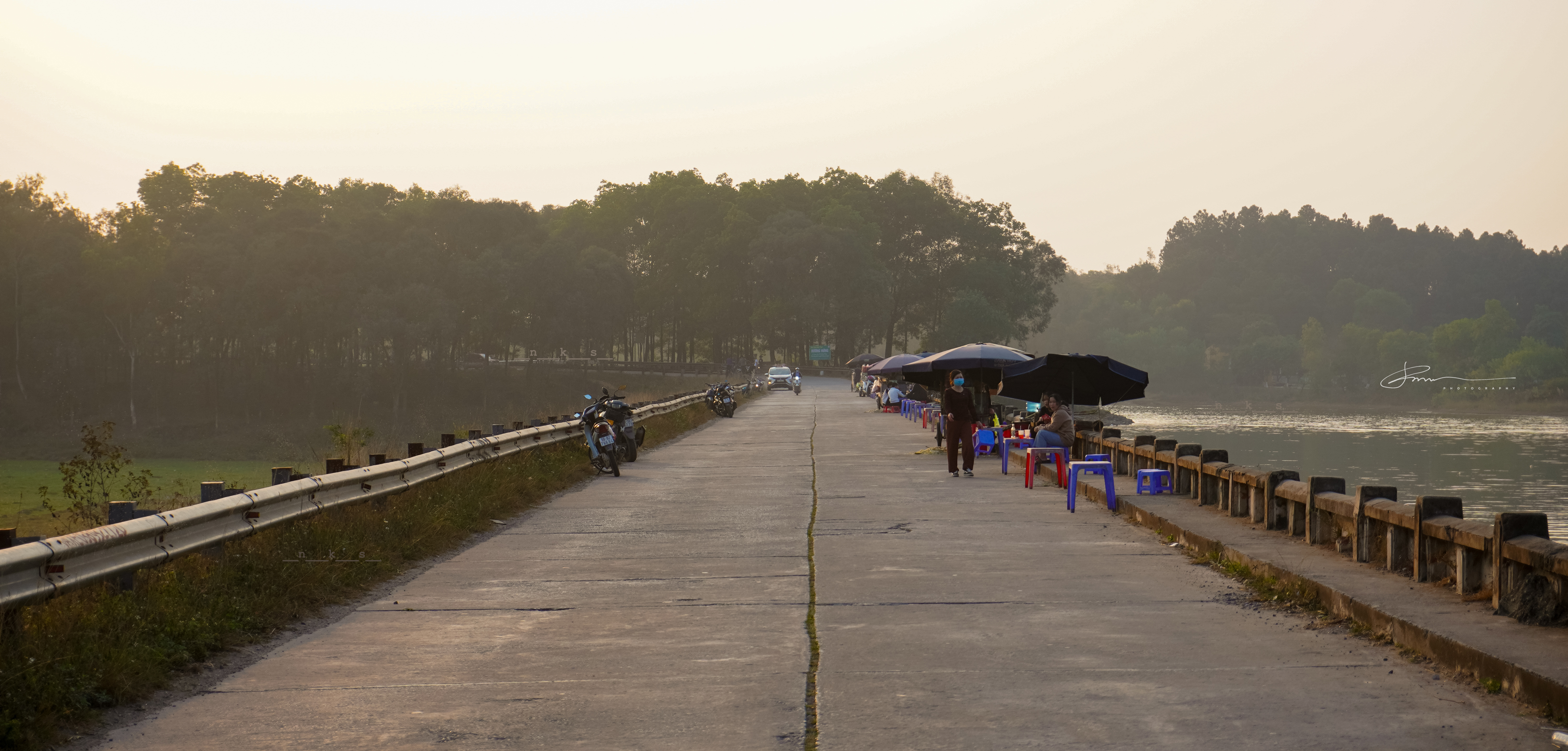
Đập Đồng Quan
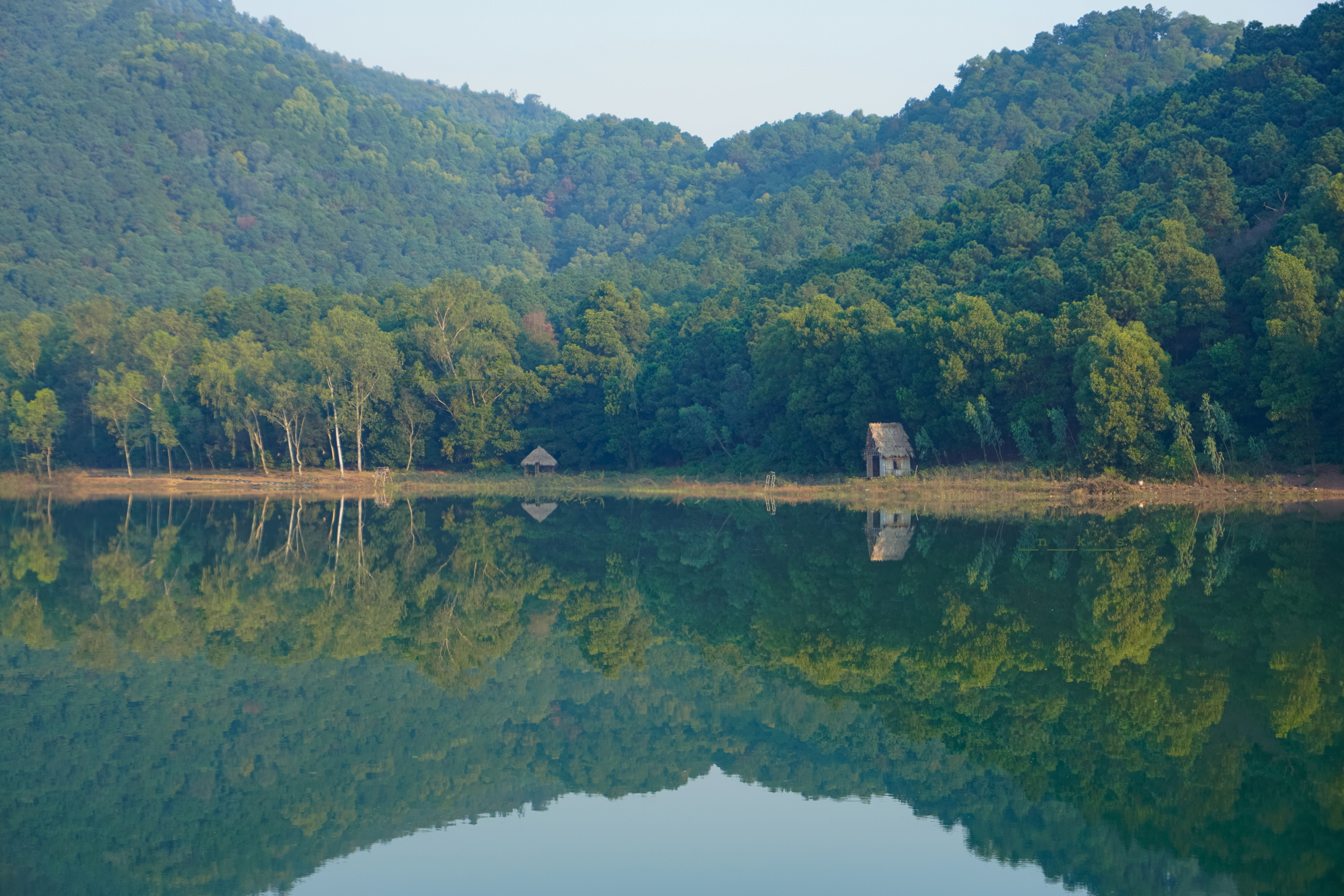
Hồ Núi Đền
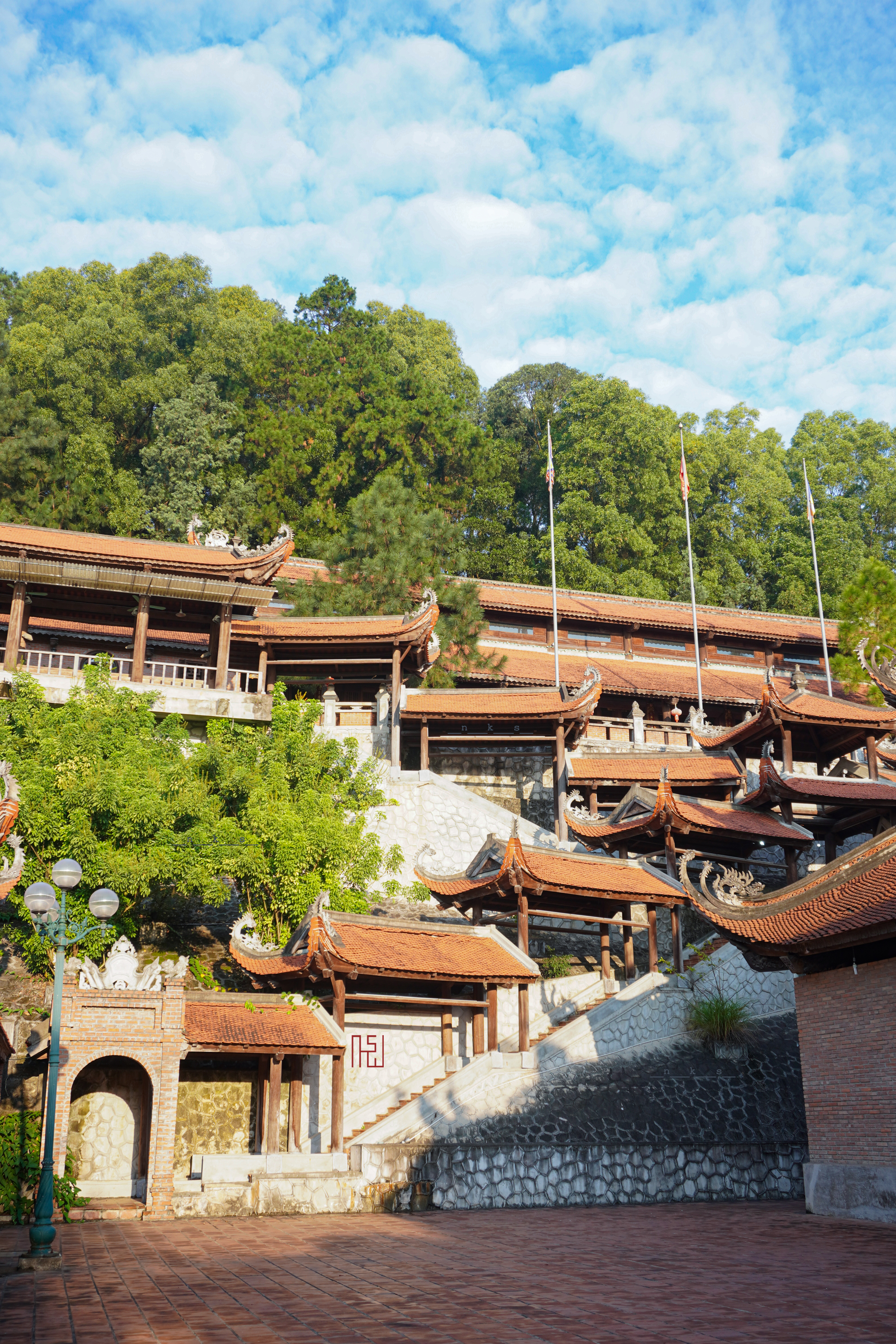
Bậc thang tại chùa Non Nước
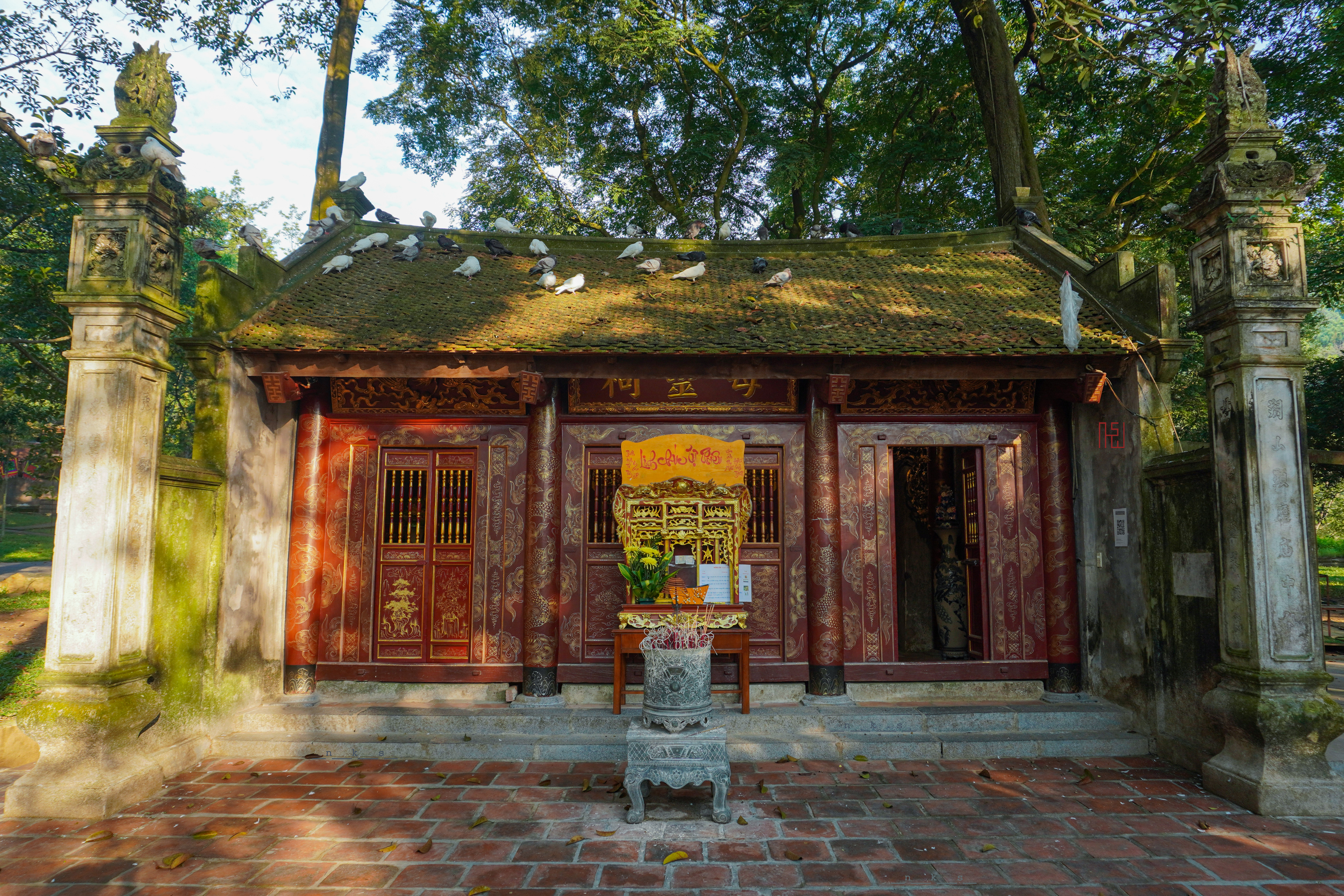
Đền Mẫu nằm trong quần thể đền Sóc
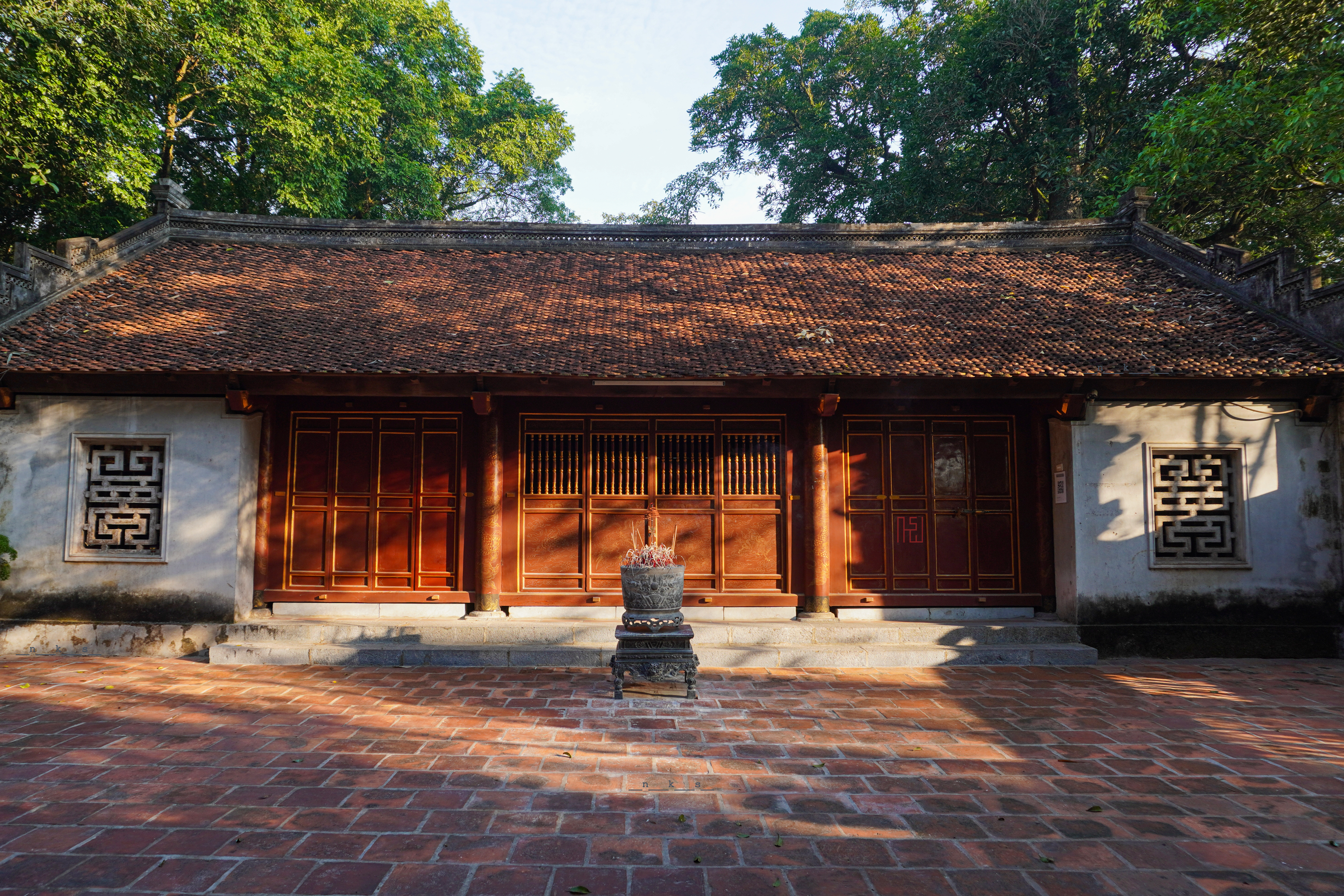
Đền Trình nằm trong quần thể đền Sóc
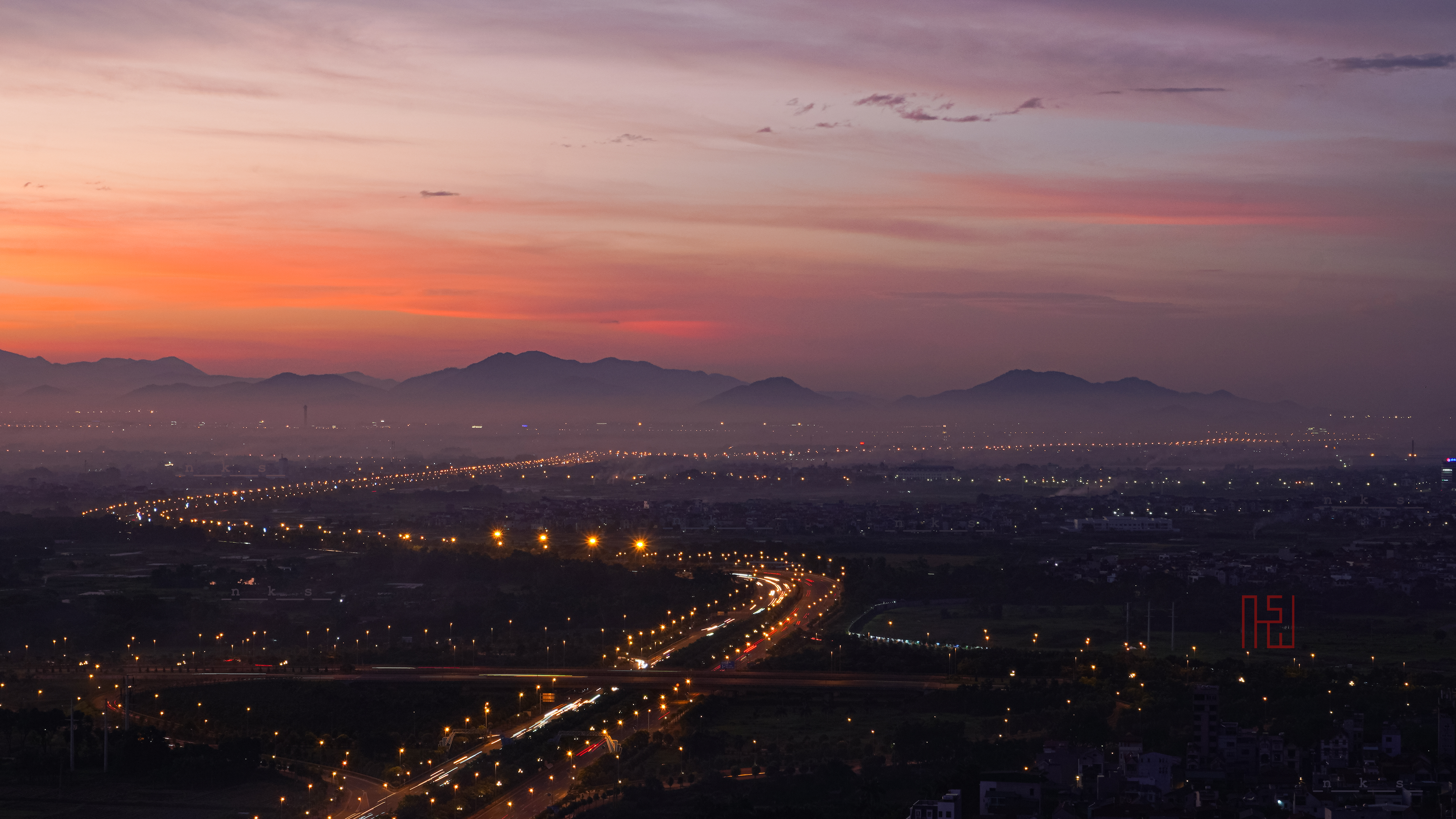
Núi Sóc và núi Hàm Lợn nhìn từ phía nam
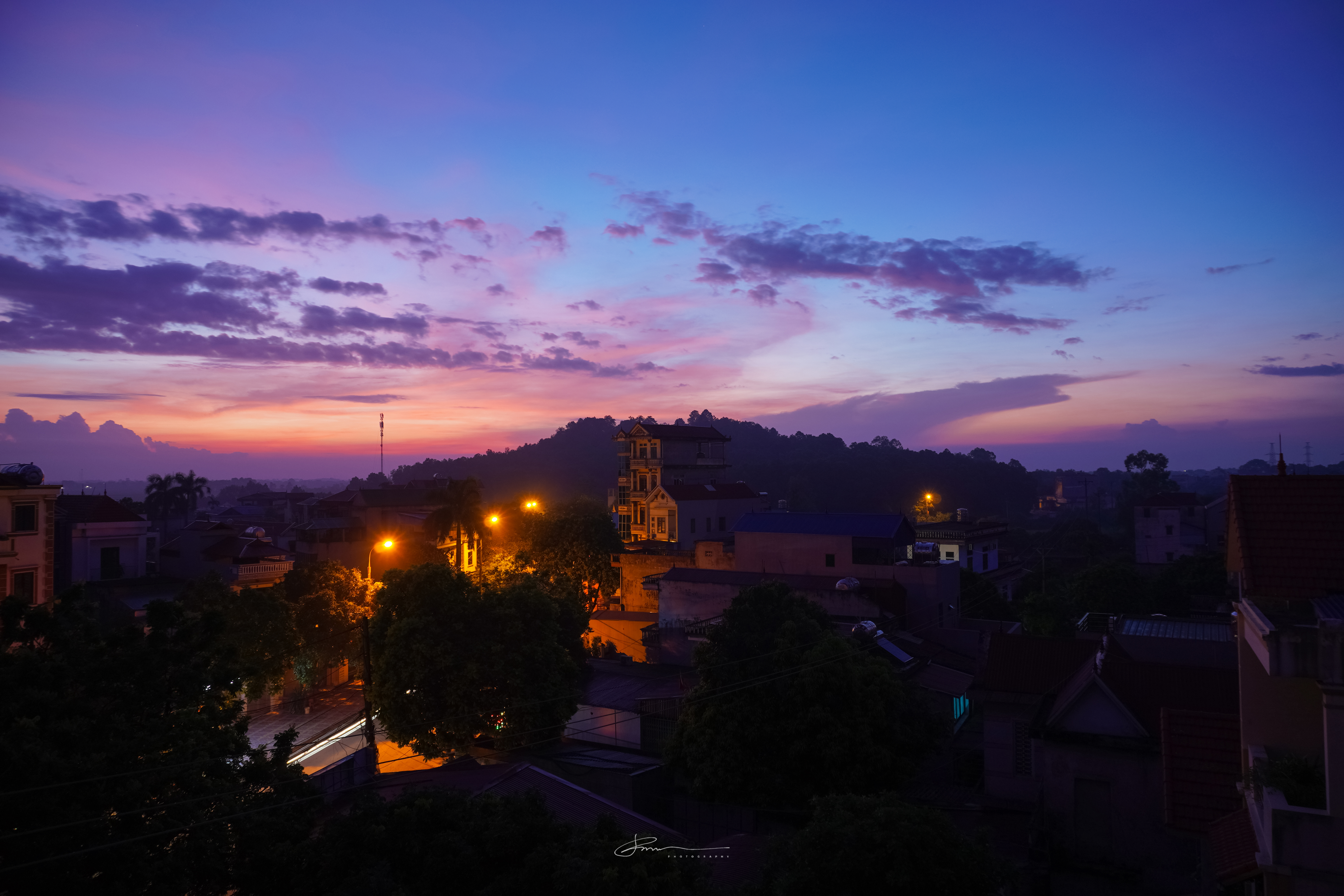
Núi Đôi nhìn từ thị trấn Sóc Sơn
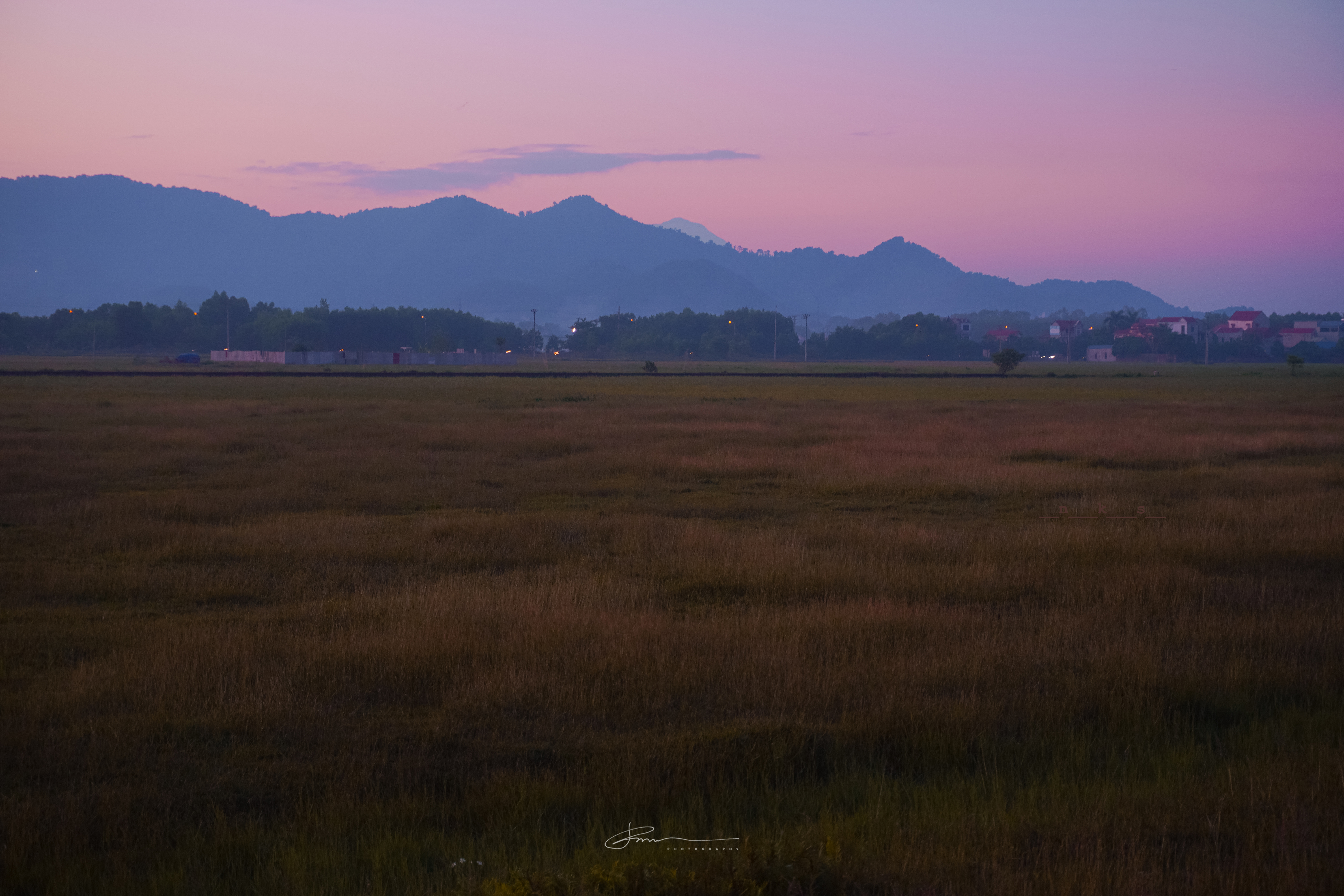
Núi Sóc trong hoàng hôn
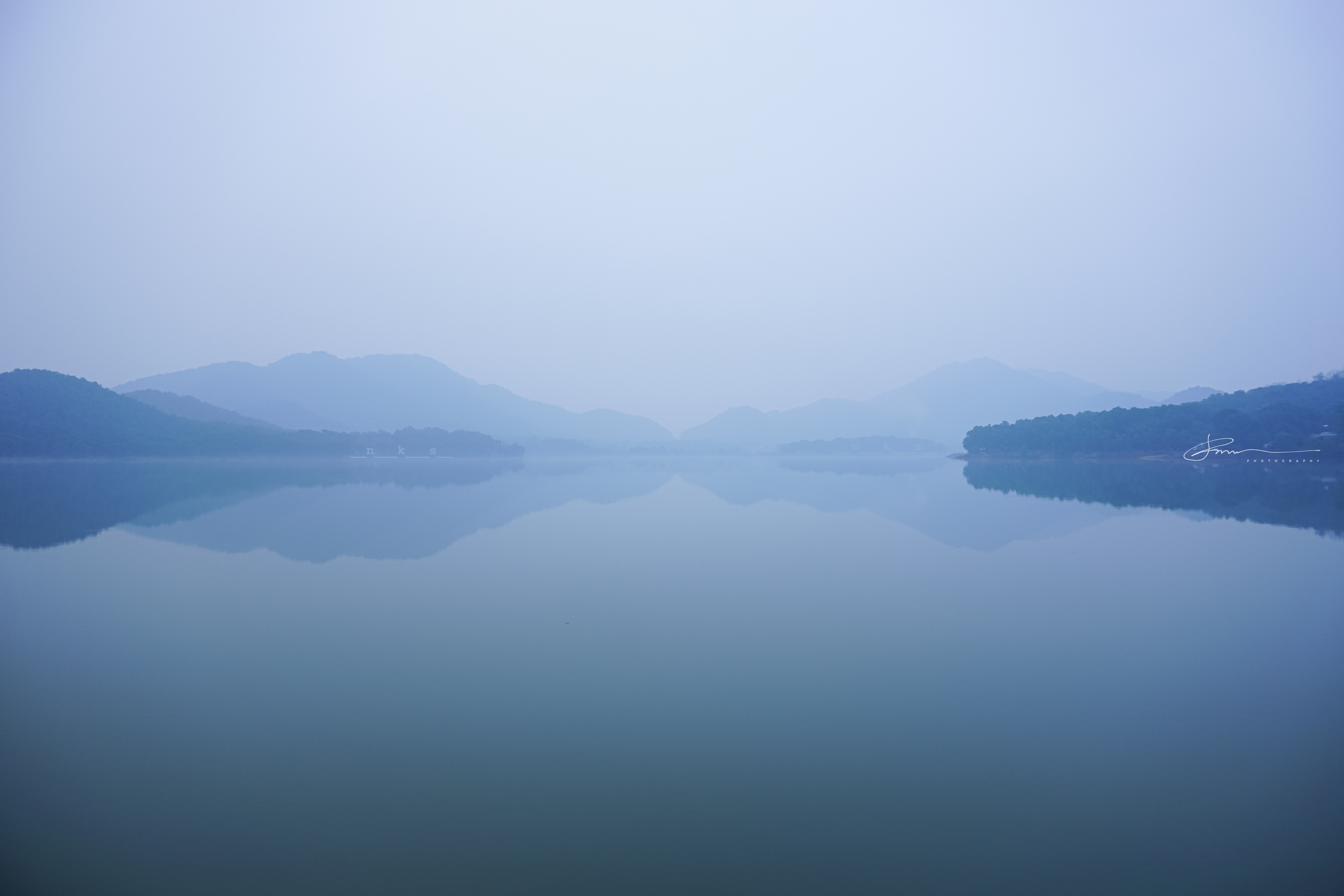
Hồ Đồng Quan ngày sương mù lặng gió
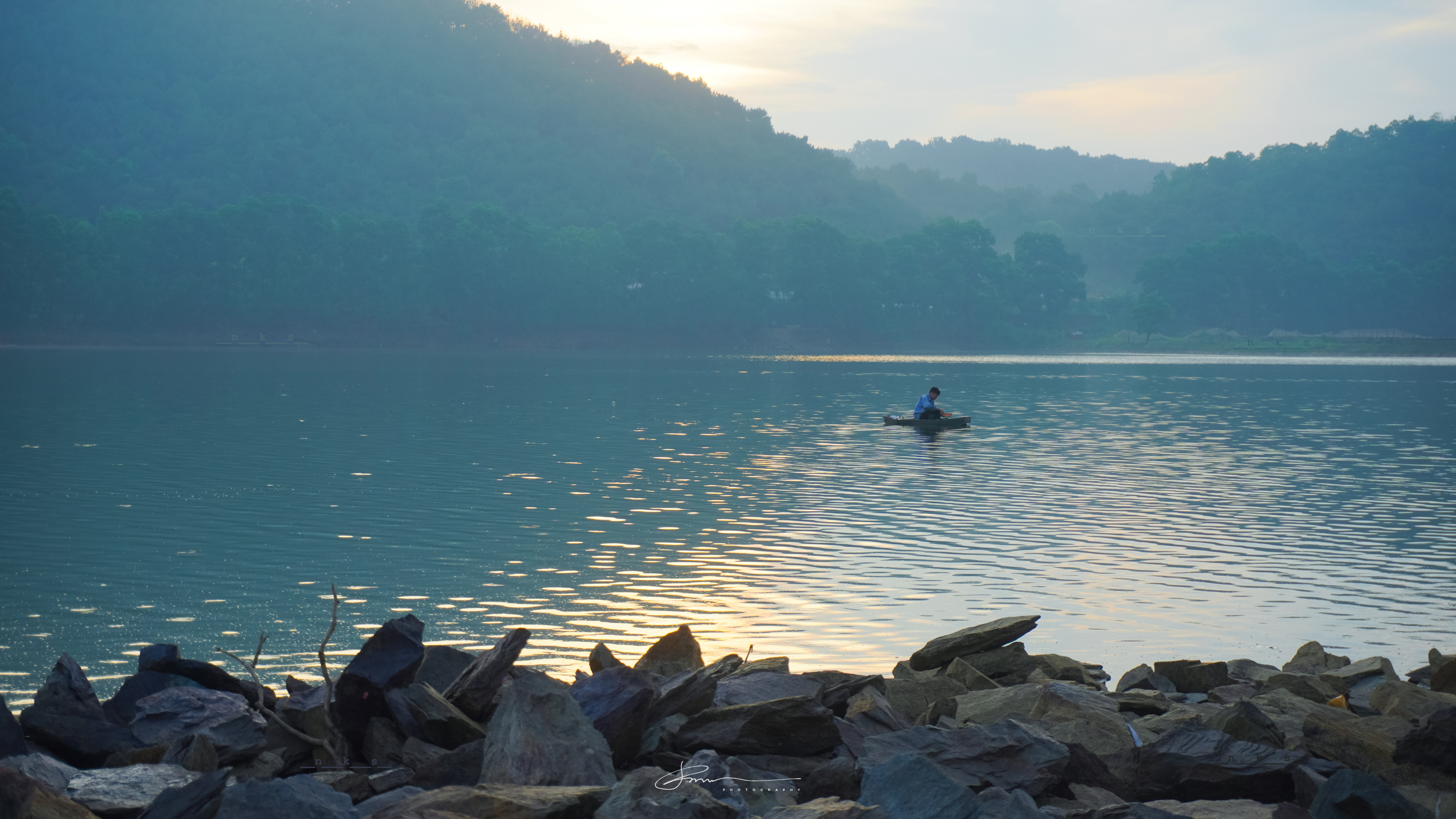
Đánh bắt cá trên hồ Đồng Quan
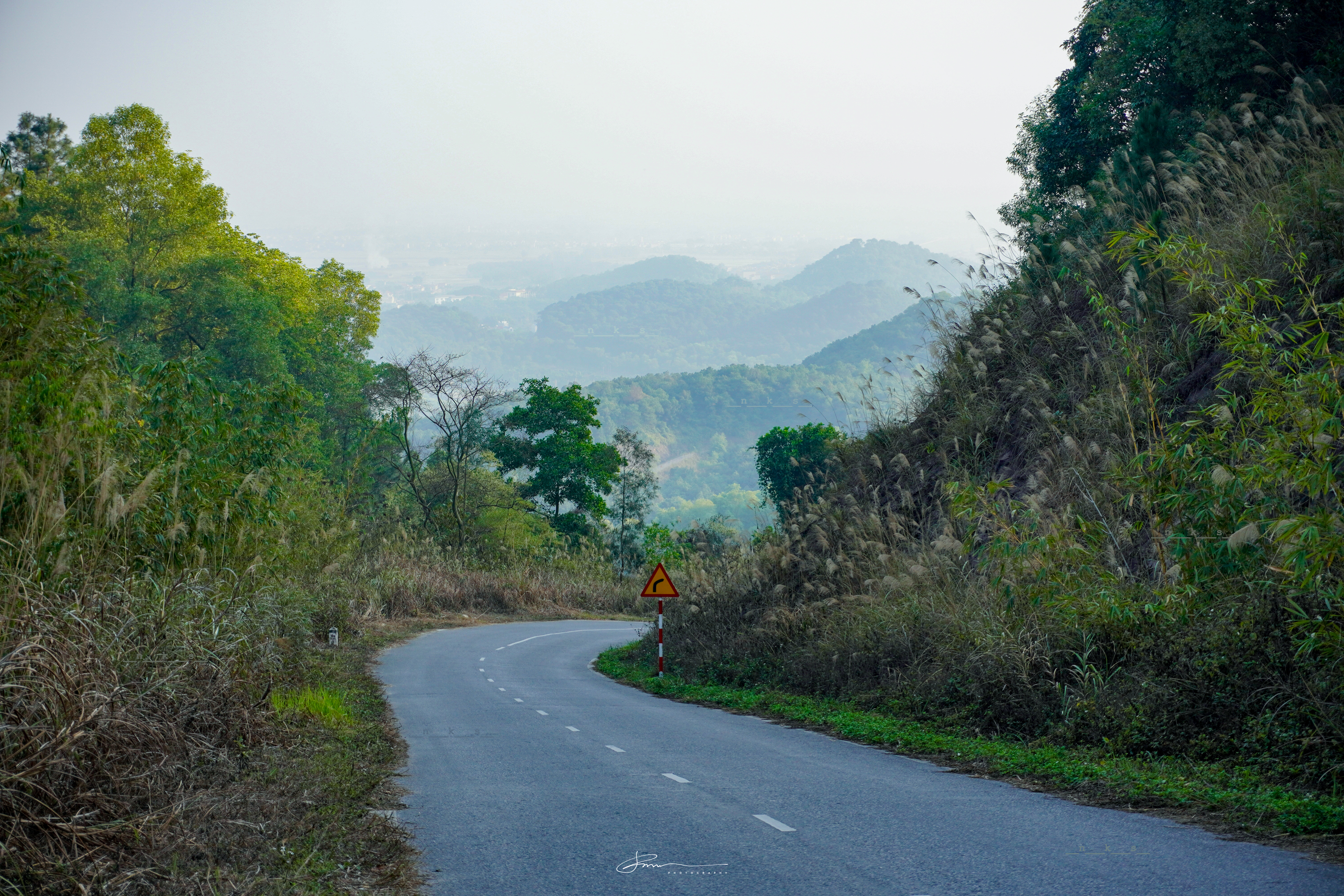
Đèo Vệ Linh